# Арийцы
«Ари́йцы», «ари́йская ра́са» (от арии) — псевдонаучный термин, раса, расовая группа, заявленная как включающая в себя индоевропейские народы и их предков. Часто утверждается, что «арийцы» физически и интеллектуально превосходят другие расы и являются культуртрегерами, распространителями высокой культуры и основателями великих цивилизаций древности и современности. Идея была выдвинута в XIX веке авторами расовых теорий, использовалась различными расистскими и антисемитскими авторами, была связана с нордизмом и получила широкое распространение в XX—XXI веках в рамках нацизма, определив его расовую теорию, неонацизма и неоязычества. В национал-социализме «арийцы» рассматривались как «раса господ», вершина «расовой иерархии». Идея «арийцев» или «арийской расы» противоречит данным антропологии, истории и археологии. Этот таксономический подход к классификации групп населения в настоящее время считается ошибочным и биологически бессмысленным из-за близкого генетического сходства и сложных взаимосвязей между группами. Современные учёные отвергли изоморфизм расы, культуры и языка как ошибочную концепцию.
В среде современных сторонников идеи чаще именуются «а́рии», что может вызывать путаницу с историческими ариями. Для описания представлений об «арийцах» как современного (псевдонаучного, идеологического) мифа исследователи могут применять термин ари́йский миф. Для описания представлений об «арийцах» как расового учения и идеологической концепции применяются термины ари́йство и англ. Aryanism.
«Арийская раса» противопоставляется «семитской расе» в лице прежде всего евреев, откуда возник термин антисемитизм. При этом «семитской расе» приписываются сугубо отрицательные качества, делающие её прямой противоположностью «арийской расы». Утверждается, что стержнем мировой истории является «расовая борьба» «арийской» и «семитской рас». Как «раса господ» «арийская раса» противопоставляется «неарийцам», рассматриваемым в качестве расово низших («недочеловеки») и экзистенциальной угрозы, которую, согласно этой идеологии, следует физически уничтожить. В нацистской Германии эти идеи составляли неотъемлемую часть государственной расовой идеологии, которая привела к Холокосту.
«Арийская» идея возникла как научная гипотеза в контексте раннего европейского романтизма, с течением времени в процессе развития научных знаний была признана ненаучной, однако стала одной из основ националистического дискурса.
До середины XX века термин «арийцы» широко использовался как синоним понятия индоевропейцы («индогерманцы» в Германии и других странах Центральной Европы). В послевоенные годы термин «арийцы» начал использоваться сторонниками превосходства «белой расы» по всему миру в качестве общего обозначения «белых» людей, не являющихся евреями. Кроме того, термин свидетельствует, что представителями движения разделяются расистские представления и одобряется Холокост.

## Термин

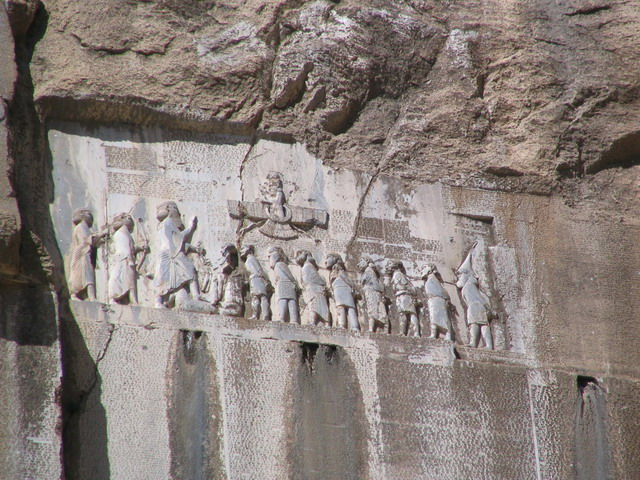
Самое раннее эпиграфически подтверждённое упоминание слова «арийский»: Бехистунская надпись VI века до н. э., в которой сказано, что она составлена «на арийском („arya“) [языке или алфавите]» (§ 70). «Арийский» в данном контексте означает «иранский».

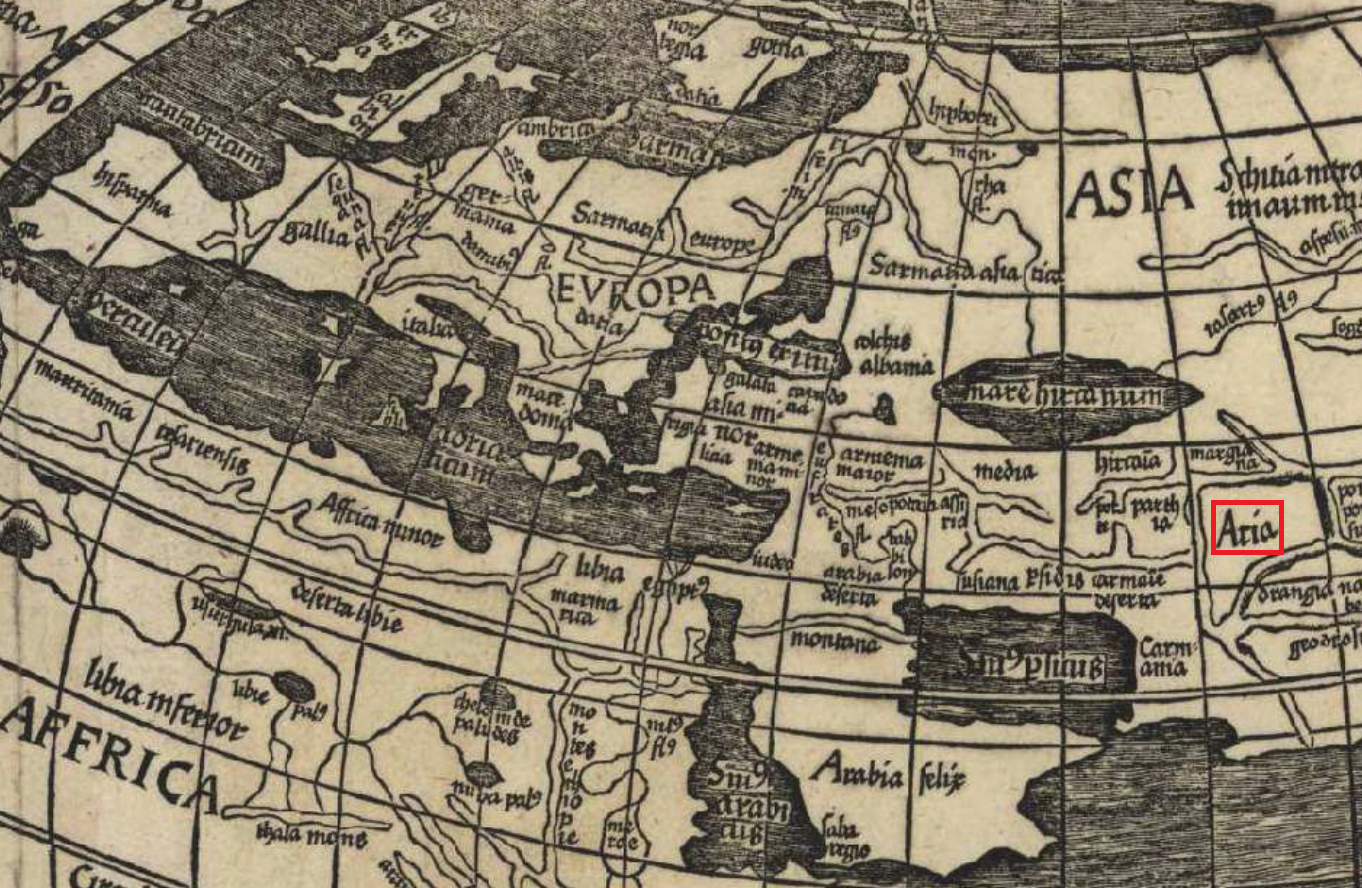
Регион Ария на карте Мартина Вальдземюллера 1507 года

Термин «арии» использовался в качестве этнокультурного самоназвания индоиранцев и создателей древних религиозных текстов Ригведы и Авесты, пользовавшихся санскритом и иранскими языками (индоиранской ветви индоевропейской языковой семьи) и живших в Древней Индии и Древнем Иране. Хотя санскритское ā́rya- и иранское *arya- произошли от формы *ā̆rya-, эти формы засвидетельствованы только для индоиранских народов. По словам лингвиста Бенджамина Фортсона, возможно, не существовало термина для самоназвания протоиндоевропейцев, и такие морфемы не сохранились. Индоиранский термин восходит к реконструируемому праиндоевропейскому *h₂eryós. Исследователь в сфере индоевропеистики Джеймс Мэллори отмечает, что хотя термин «арии» приобретает этническое значение, относящееся к индоиранцам, нет оснований приписывать эту семантику праиндоевропейскому *h₂eryós, то есть нет свидетельств того, что носители индоевропейского праязыка называли себя «арии».
Термин «арии» не имел расового подтекста, который появился в произведениях западных авторов XIX века. В древние времена идентичность ариев, как видно в Ригведе, была культурной, религиозной и языковой, а не расовой. Веды не имеют представления о расовой чистоте. По словам археолога и антрополога Дэвида Энтони, «Ригведа и Авеста сходятся в том, что суть их общей предковой индоиранской идентичности была лингвистической и ритуальной, а не расовой. Если человек приносил жертву правильным богам правильным образом, используя верные формы традиционных гимнов и стихов, этот человек был арием». Индолог и санскритолог Майкл Витцель отмечает: «Arya / ārya означает не какой-то конкретный народ или тем более „расовую“ группу, а всех тех, кто присоединился к племенам, говорящим на ведийском санскрите и придерживается их культурных норм (таких как ритуалы, поэзия и т. д.)».
От родственного слова в древнеперсидском языке ariya- (древнеперсидская клинопись: 𐎠𐎼𐎡𐎹) происходят современные названия «Иран» и «иранцы».
Греческие авторы в эпоху эллинизма сначала отличали ариан / ариев от парфян, бактрийцев, согдийцев и скифов. Однако позднее это представление о разделении было утрачено.
Термин arya впервые был перенесён в современные европейские языки в 1771 году как Aryens французским индологом Абрахамом-Гиацинтом Анкетилем-Дюперроном, который сравнил греческий arioi с авестийским airya и названием страны Иран. Немецкий перевод работы Анкетиля-Дюперрона привел к появлению немецкого термина Arier в 1776 году. Санскритское слово ā́rya переведено как «благородный» в переводе Уильяма Джонса 1794 года индийских законов Ману, а английское слово Aryan (первоначально Arian) появилось несколько десятилетий спустя, сначала как прилагательное в 1839 году, затем как существительное в 1851 году.
В XIX веке было высказано предположение, что ā́rya- было не только племенным самоназванием индоиранцев, но и самоназванием протоиндоевропейцев (предков индоиранцев и большинства европейских народов). В результате этого термин «арии» стал использоваться учёными XIX века для обозначения индоевропейцев.
Такое словоупотребление было распространено среди образованных авторов конца XIX и начала XX века. Пример такого применения слова имеется в «Конспекте истории», бестселлере 1920 года Герберта Уэллса. В этой оказавшей большое влияние книге Уэллс использовал термин во множественном числе — «арийские народы» (the Aryan peoples), но при этом он был убеждённым противником расистского и политически мотивированного использования термина в единственном числе — «арийский народ» (the Aryan people), более ранними авторами, такими как Хьюстон Чемберлен, и старался также избегать использования общего единственного числа, хотя в единственном числе он время от времени упоминал конкретный «арийский народ» (например, скифов). В 1922 году в «Краткой истории мира» Уэллс описал весьма разнообразную группу «арийских народов», познающих «методы цивилизации», а затем покоряющих — «по форме», но не по «идеям и методам» — «весь древний мир, семитский, эгейский и египетский». Осуществили они это посредством различных несогласованных действий, которые, как полагал Уэллс, были частью более масштабного диалектического ритма конфликта между осе́длыми цивилизациями и кочевыми захватчиками.
После возникновения североевропейской гипотезы прародины индоевропейцев термин «арии» («арийцы») приобрёл расиалистское значение, наиболее известное до настоящего времени и подразумевающее нордический расовый тип. Даже лингвист Макс Мюллер, который в 1888 году писал, что «этнолог, говорящий об «арийской расе», «арийской» крови, «арийских» глазах и волосах, является таким же великим грешником, как лингвист, говорящий о долихокефальном словаре или брахикефальной грамматике», иногда употреблял термин «арийская раса».
В России XIX века термины «индоевропейский» и «арийский» были взаимозаменяемы и употреблялись применительно как к языкам, так и к «белой расе».
В 1944 году в «Мировом атласе» Ренда МакНелли «арийская раса» описана как одна из десяти основных расовых групп и определяется как синоним «индоевропейцев». Американский писатель-фантаст Пол Андерсон, антирасист и либертарианец, во многих своих произведениях последовательно использовал термин «арийский» как синоним термина «индоевропейский».
Использование термина «арийский» для обозначения индоевропейцев иногда встречается и в поздних исторических исследованиях. Так, в статье 1989 года в журнале «Scientific American» Колин Ренфрю использует термин «арийский» в качестве синонима слова «индоевропейский».
В рамках современных индоевропейских исследований термины «арийский» и «индоарийский» используются в их первоначальном значении, относящемся к индоиранской и индийской ветвям индоевропейцев соответственно. В настоящее время с опорой на лингвистические данные под «ариями» учёными понимаются восточная часть индоевропейцев, распавшаяся на нуристанскую и индоиранскую ветви, последняя из которых затем разделилась на индоарийскую, дардскую и иранскую ветви. Германцы и славяне к этой общности никогда не принадлежали. Наиболее аргументированной является гипотеза, согласно которой прародина ариев расположена в степном регионе к северу от Чёрного моря между Уралом и Днепром, откуда они мигрировали на восток и юг в течение 2-го тысячелетия до н. э. Реже термин арии может относиться нерасчленённому индоиранскому единству, распавшемуся в первой половине 2-го тысячелетия до н. э. «Ариями» также могут называться индоарии.
Вся общность индоевропейских народов, современными специалистами не называется «ариями» или «арийцами». Это отождествление, имевшее место в науке в XIX — первой половине XX века, настоящее время проводится только рядом ультраправых и некоторыми сочувствующими им интеллектуалами.
Термин «индоарийский» до сих пор широко используется для описания «индийской половины» индоиранских языков, языковой группы, которая включает санскрит и современные языки, такие как хинди-урду, бенгали, пенджаби, гуджарати, романи, кашмири, сингальский и маратхи.
Терминологическое различие «арии» (индоиранцы, лингвистическая группа) и «арийцы» (вымышленная раса) существует только в русском языке или в русском переводе. В других языках эти понятие обозначаются одним словом (нем. Arier, англ. Aryans, фр. Aryens и др.), хотя два разных значения этого слова также присутствуют.

## Общее понятие

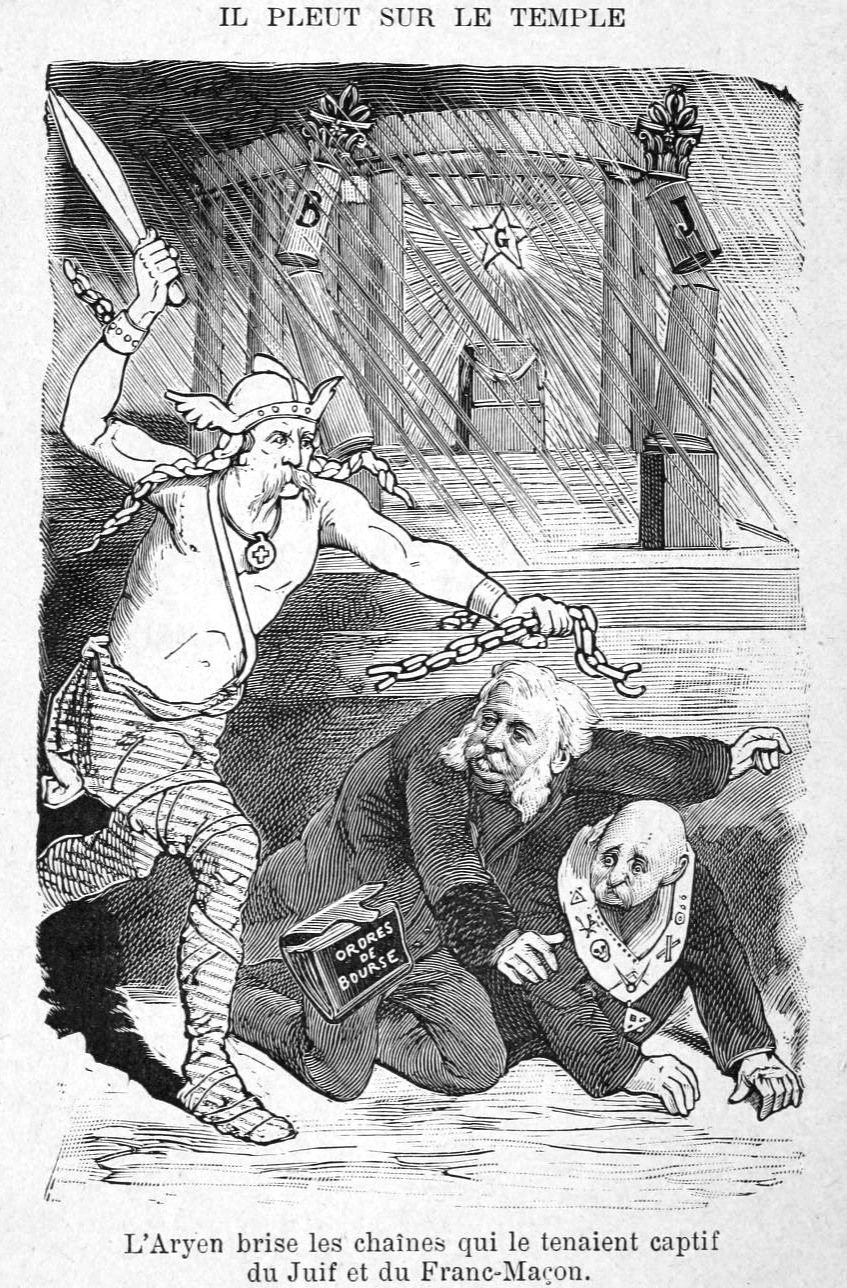
Ашиль Лемо. «Ариец» разрывает цепи, которыми его сковали еврей и масон. Париж, 1897

Идея основана на представлении, что первоначальные носители индоевропейских языков (праиндоевропейцы) и их потомки до настоящего времени составляют особую расу или подрасу европеоидной расы. Первоначальными «арийцами» считаются древние народы, принадлежавшие к «нордической расе», а наиболее «расово чистыми» современными «арийцами» — соответственно их наиболее «чистые» потомки или народы, лучше других сохранившие «арийский дух». «Арийцы» рассматриваются как культуртрегеры, распространители высокой культуры и основатели великих цивилизаций древности и современности. Это представление опирается на распространённую псевдонаучную идею о тесной связи духовного (культурного) с физическим, которая служит одним из важнейших компонентов расовых теорий и расизма.
Арийский миф включает в себя взаимосвязанные сферы: псевдоисторический нарратив, основа новых идентичностей, ультраправая идеология, опора для ксенофобии и расизма, существенный атрибут ряда новых религиозных (ряда неоязыческих и эзотерических) обрядов и культов, мифопоэтический сюжет, который вдохновляет писателей, поэтов, художников и музыкантов. Арийский миф представляет собой дискурс, который включает как представления о предках, так и проекты будущего переустройства общества.
За языком исследователи XIX века, следуя Иоганну Гердеру, усматривали культуру, народ и «расу» (последнее — вопреки Гердеру, который отвергал деление человечества на отдельные расы). Лингвистические реконструкции применялись с целью изучения древних народов, их культуры, истории, философии, религии и общественной организации.
В контексте физической антропологии и «научного расизма» XIX века термин «арийская раса» ошибочно применялся ко всем потомкам праиндоевропейцев, которые рассматривались как подгруппа европеоидной («кавказской») расы, а не только к индоиранцам, которые являются единственными народами, в древние времена использовавшими слово arya в качестве эндоэтнонима. Считалось, что к «арийской расе» относится большая часть жителей Австралии, Кавказа, Центральной Азии, Европы, Латинской Америки, Северной Америки, Сибири, Южной Азии, Южной Африки и Западной Азии.
В конце XIX веке возникла североевропейская гипотеза происхождения индоевропейцев, что привело к ассоциации «протоиндоевропейцев» с новой, воображаемой биологической категорией: «высокой, светлокожей, светловолосой и голубоглазой нордической расой».
В качестве чистой «нордической», «арийской расы» стали рассматриваться только северные германцы. Эту расовую теорию разделяли Генрих Гиммлер и Альфред Розенберг. Адольф Гитлер отдавал предпочтение более широкому значению термина «арийцы», поскольку он ставил целью сплочение всего немецкого народа в условиях готовившейся войне, и нордический акцент исключал жителей Баварии и Австрии. Гитлер писал:
Вся человеческая культура, все достижения искусства, науки и техники, свидетелями которых мы сегодня являемся, — плоды творчества арийцев… Он [ариец] — Прометей человечества, со светлого чела которого во все времена слетали искры гениальности, разжигающие огонь знаний, освещающий мглу мрачного невежества, что позволило человеку возвыситься над другими существами Земли.

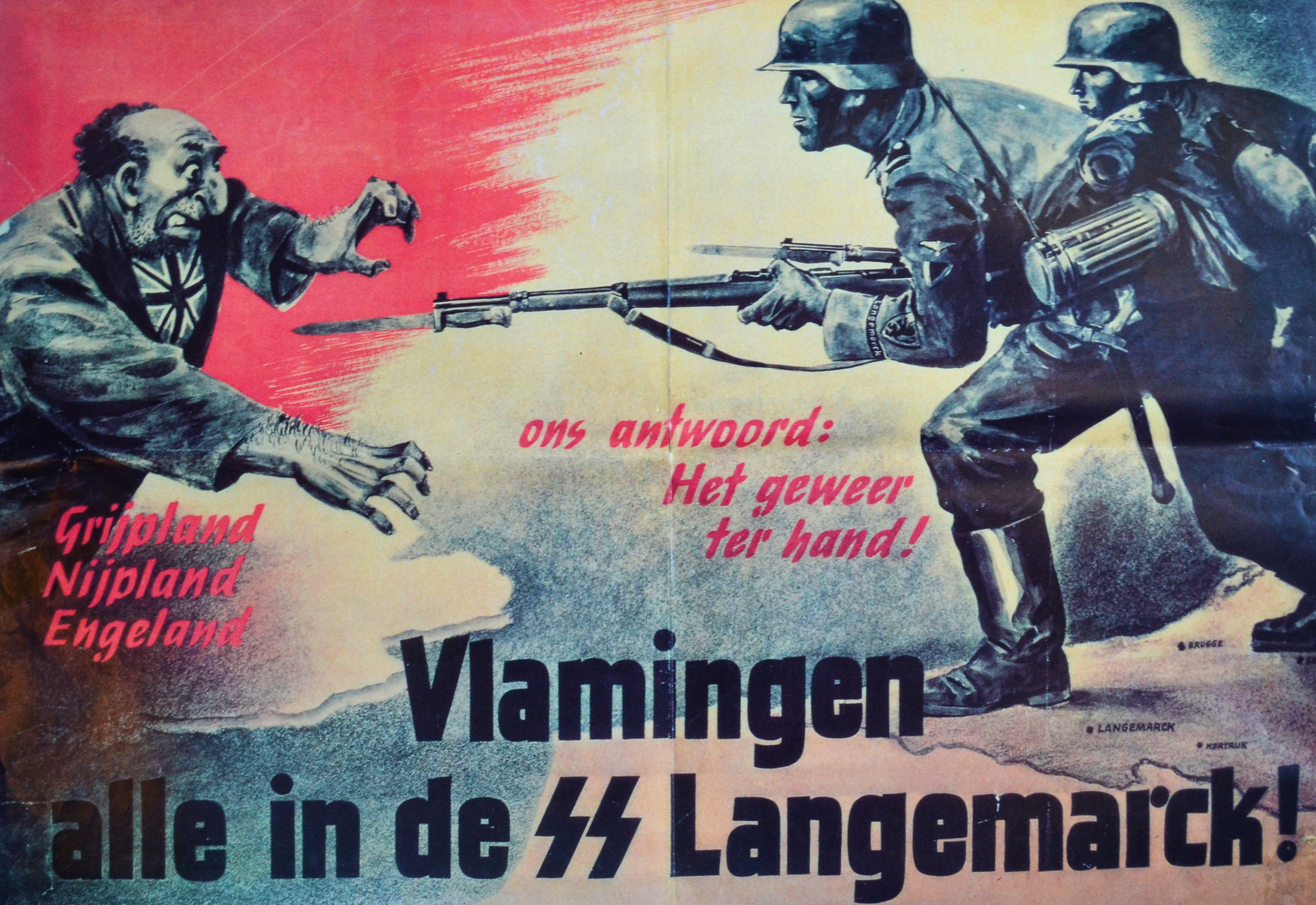
Вербовочный плакат 27-й добровольческой дивизии СС «Лангемарк»: «Фламандцы, все в СС Лангемарк!». Великобритания изображена как управляемая евреями, а война с ней — как «расовая борьба» «арийской расы» с «семитской» (евреями)

Арийский миф мог использоваться для оправдания колониализма как «цивилизаторской миссии», направленной на просвещение «варваров», в то время как местные противники колониализма и активисты национально-освободительного движения могли прибегать к его помощи в ином ключе. В ранний период они могли разделять миграционную гипотезу, но при этом связывали своих предков с колонизаторами с целью показать, что, во-первых, по своей культуре и цивилизаторским способностям их предки не уступали нынешним колонизаторам или даже находились с ними в близком родстве, во-вторых, местное население не должно рассматриваться в качестве «варваров» и имеет полное право на самостоятельное развитие. После получения колонией независимости такая концепция неизбежно требовала переосмысления, поскольку для своей легитимации национальное государство было заинтересовано в опоре на принцип автохтонности. Утверждалось, что основное население является коренным, что связано с идеей исторического права на территорию проживания. В числе вариантов обоснования подобных идей арийский миф создавал привлекательный образ могущественных предков. При этом, чтобы связать себя с «арийскими» предками, последних объявляли автохтонами. Исконным центром объявлялся данный регион или государство. Так, для ряда современных индусских фундаменталистов такой прародиной служит Северная Индия, украинские националисты отождествляют её с Украиной («государство Аратта»), армянские размещают на Армянском нагорье, курдские — в горах Тавра и Загроса, таджикские — в Средней Азии, русские — в Приполярье («Гиперборея-Арктида») или на Южном Урале (Аркаим, Страна городов)).
Если в период колониализма образы арийского мифа отличались однозначностью, то в новейшее время, в эпоху нового расцвета этнонационализма они становятся многообразны и находятся в прямой зависимости от идентичности своих авторов и интерпретаторов. Это вызывает непрекращающиеся споры о том, кому именно должно принадлежать «арийское наследие», играющее роль символического капитала, призванного усилить позиции каждой из сторон.

## Критика
В научной литературе термин «арийская раса» вышел из употребления ещё в первой половине XX века и более не используется. Идея «арийской расы» классифицируется как псевдонаучная, в частности, псевдоисторическая.
Термин смешивает лингвистическую и антропологическую характеристики: в современной лингвистике арийскими называются индоиранские языки, а во времена возникновения термина так именовались индоевропейские языки вообще; но носители как тех, так и других не обладают общими физическими свойствами и не образуют какой-либо расы. Так, носителями арийских (индоиранских) языков являются такие разные в антропологическом отношении народы, как персы, индийцы, таджики, цыгане и другие индоиранские народы. Антропологическое разнообразие среди носителей всех индоевропейских языков ещё выше. Реальный антропологический облик первоначальных носителей индоевропейских языков (праиндоевропейцев) неизвестен, поскольку нет общепринятой точки зрения о месте и времени их существования.
По мнению современных учёных, исторические арии, племена бронзового века ведического периода, жившие в Иране, Афганистане и на севере Индийского субконтинента — составители Ригведы и Авесты — не были светловолосыми или голубоглазыми, вопреки мнению сторонников «арийской» идеи и нордизма.
Нет доказательств превосходства «нордической расы», существования высокоразвитой «арийской» цивилизации, распространения «арийской расой» культуры и цивилизации и вообще связи развития культуры и цивилизации с определённой расой. Напротив, имеющиеся научные данные говорят об иных путях миграций и распространения цивилизации. Так, народы, создавшие древнейшие цивилизации, антропологически были далеки от «нордидов», а миграции на их территории индоевропейских племён (часто также далёких от представителей «нордической расы») не сыграли решающей роли в дальнейшем развитии. Исторические арии, действительно обладавшие развитой культурой, являются предками только индоиранских народов, то есть они являются не предками или потомками германцев, славян, кельтов и т. д., а народами, имевшими с ними общих предков в лице древних индоевропейцев.

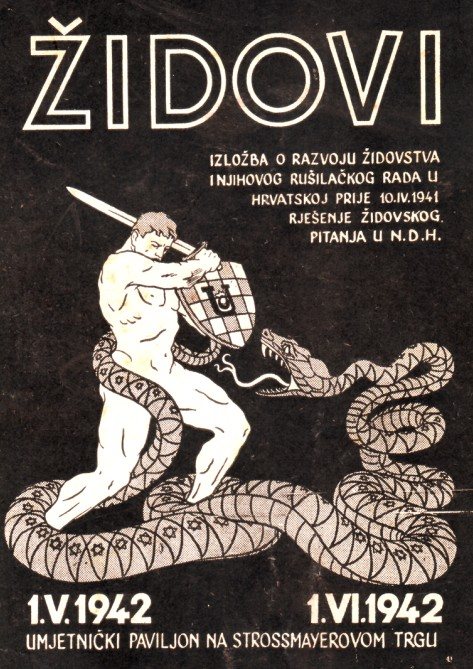
Плакат, анонсирующий антисемитскую выставку в Загребе в 1942 году: «Евреи — выставка о развитии еврейства и его разрушительной деятельности в Хорватии до 10 апреля 1941 года — решения еврейского вопроса в Независимом государстве Хорватия»

Вопреки традиционной нордицистской идее о том, что средиземноморские народы вырождаются по причине своей расовой ущербности, выраженной, в частности, в более тёмном цвете кожи, чем у «нордидов», в антропологии стала общепринятой теория депигментации, согласно которой светлый цвет кожи возник в результате депигментации более тёмной кожи. Ещё антрополог Карлтон Кун в своей работе «Расы Европы» (1939) поддержал теорию депигментации, утверждавшую, что светлая кожа «нордической расы» является результатом депигментации кожи их предков средиземноморской расы.
Секвенирование геномов древних людей, проведённое лабораторией под руководством генетика Дэвида Райха в 2016 году, выявило, что «белые» европейцы не являются единой гомогенной группой, а происходят преимущественно от смеси четырёх западно-евразийских предковых групп: WHG (западноевропейские охотники-собиратели), EHG (восточноевропейские охотники-собиратели), неолитические земледельцы из Леванта / Анатолии, а также неолитические земледельцы с территории современного Ирана (часто обозначаемые как «EEF»; ранние европейские земледельцы) — в разной степени, и большую часть своей родословной они ведут от древних ближневосточных групп.
Популярной является идея, что человек не станет расселяться с юга на север, поскольку на севере более тяжёлые природно-климатические условия. Подобные утверждения используются для обоснования псевдонаучных идей о миграциях в направлении, обратном (с севера на юг) установленному наукой. Это считается доказательством существования древних северных цивилизаций типа Гипербореи, зарождения «белой расы» (или «арийской расы») на севере и последующих миграций её на юг — в эзотерике и ряде других течений. Идея массовой миграции человека с севера на юг противоречит всей сумме современных данных палеонтологии, антропологии и генетики по вопросу антропогенеза. Останки древнейших людей современного типа и их непосредственных предков обнаружены в Африке. Ранние миграции человека были направлены преимущественно с юга на север. Вопреки популярным представлениям, эти миграции не были единомоментным массовым переселением на большое расстояние. Расселение людей по планете происходило в течение тысячелетий небольшими группами с перемещением на относительно небольшое расстояние в период жизни одного поколения. Причинами переселения, в том числе на север, были миграции вслед за дичью и конкуренция с соседями, поскольку на юге население больше и борьба за ресурсы более острая.
По данным генетических исследований, многие европейцы являются носителями африканской по происхождению гаплогруппы E-M35 (ранее — E1b1b1), в том числе сам Гитлер. Кроме того, представителей этой гаплогруппы и её подвариантов довольно много среди евреев (до 20 %). В теории нацизма именно немцы стоят ближе всего к исходным индоевропейцам («арийцам») и играли ключевую роль в прогрессе индоевропейских народов. Нацисты считали, что чем больше наследия «германского ядра» имеется у тех или иных народов, тем успешнее они развивались. Этим идеям противоречит современная генетика. Среди народов, которых нацисты относили к «нордическому типу» (норвежцы, исландцы, восточные немцы) много носителей гаплогруппы R1a, но также их много среди русских и других народов Восточной Европы. Вторая крупная гаплогруппа, представленная в Германии — R-M269 (она же R1b1a1a2). Немцы представлены преимущественно смешением подвариантов R1a и R1b, двух основных генетических групп индоевропейских народов.

## Романтический национализм и «научный расизм» Нового времени

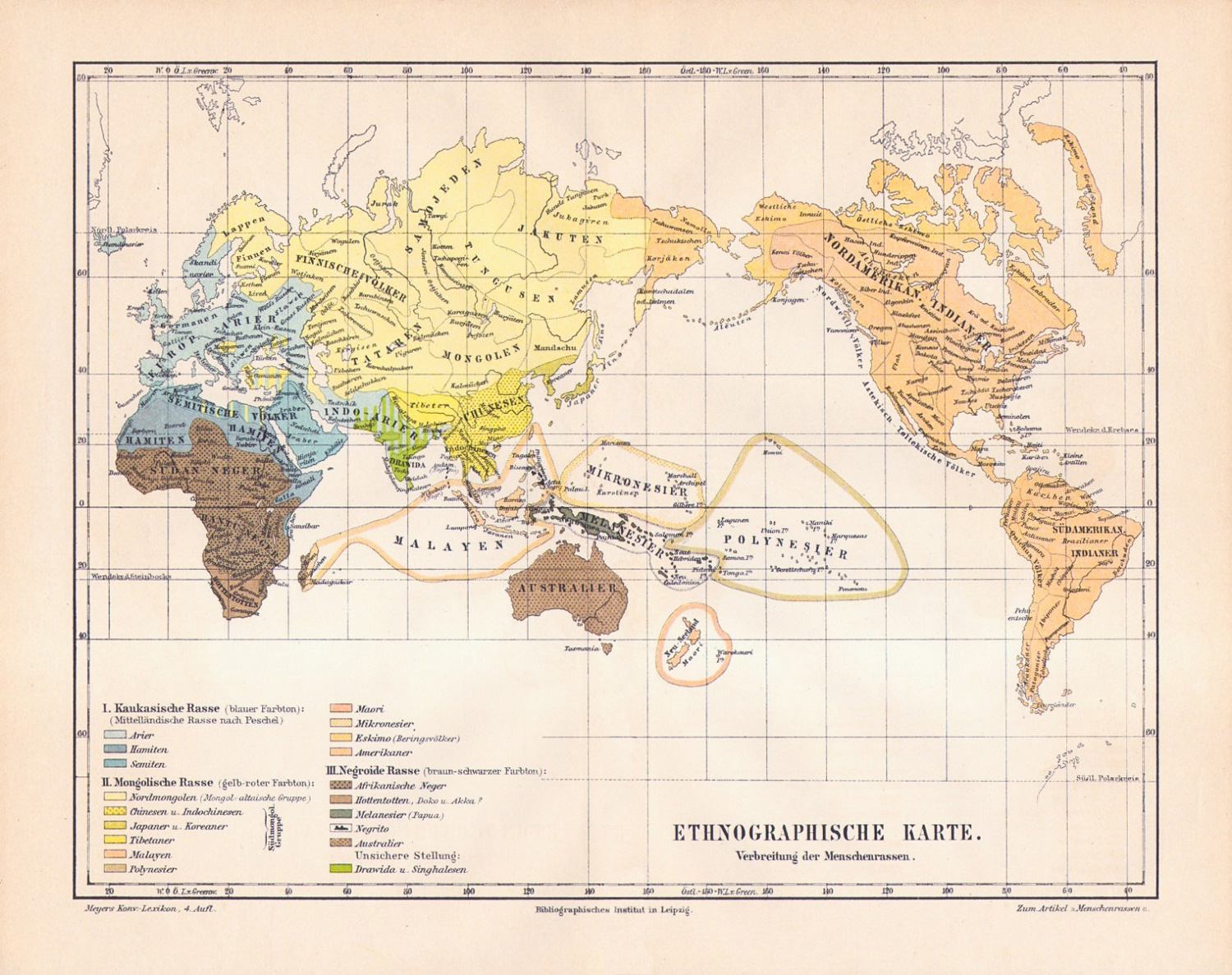
В четвёртом издании «Энциклопедического словаря Мейера» (Лейпциг, 1885—1890) «Кавказская раса» подразделяется на «арийцев», «семитов» и «хамитов». «Арийцы» в свою очередь подразделяются на «европейских арийцев» и «индоарийцев» (в дальнейшем термин «индоарийцы» использовался для обозначения группы народов, в настоящее время называемых индоиранцами)

Развитие науки к XVIII веку зародило сомнения в надежности библейской христианской традиции. В конце века сформировалось представление о происхождении высокой культуры из Индии. В этом контексте Библия представлялась вторичным источником, в искаженном виде содержащем обрывки древней мудрости, исходившей некогда из Индии. Причины лежали в русле формирования новых основ европейской идентичности, когда христианская идентичность отступала и сменялась национальной, а затем — расовой. Другой причиной была реакция на эмансипацию евреев, которой настоятельно требовала наступавшая эпоха. Европейская литература рубежа XVIII—XIX века отмечена различными нападками на иудаизм, как якобы резко ограничивавший свободу и культивировавший жестокость. В Европе также имело место романтическое представление о благородном дикаре. В Германии это дополнил национальный романтизм, в рамках которого, по словам итальянского фольклориста Дж. Коккьяры, сперва «благородный дикарь уступил место добродетельному народу», а к середине XIX века такой народ начал именоваться «арийцами» и «нашими предками». Вдохновлённые новыми научными дисциплинами, такими как индоевропеистика и семитология, некоторые ученые XIX века находили в древней истории оппозицию между «семитами» и «арийцами».
Предположения о родстве европейских языков с армянским и иранским высказывались и ранее. Первым заявил о единстве индоевропейских языков британский филолог Уильям Джонс, который основательно изучил санскрит и положил начало индоевропеистике и в целом сравнительно-историческому языкознанию. Как и многие его современники, он идеализировал «арийцев», считая их необычайно талантливым народом, обладавшим богатым воображением и глубокими знаниями о мире.
Авторство «арийского мифа» принадлежит известному немецкому мыслителю-романтику Фридриху Шлегелю, который был первым переводчиком санскритских текстов на немецкий язык. Он воспевал мудрость и красоту Индии, где ему не удалось побывать, призывал учиться у Древней Индии, считая её начало всех начал и выводя оттуда все великие нации, включая египетскую цивилизацию. Движущей силой этого похода он называл бродячих проповедников, покинувших свою благословенную родину и отправившихся на далекий север. Шлегель основал романтическую традицию, представлявшую санскрит источником всех прочих индоевропейских языков. Вслед за географом Карлой Риттером, который подчёркивал сходство санскрита с древненемецким, многие немецкие мыслители считали, что именно германцы, в отличие от других европейских народов, напрямую происходят от древних «арийцев».
В 1813 году в Англии Томас Юнг ввёл термин «индоевропейцы». В Германии с этим термином соперничал термин «индогерманцы», предложенный К. Мальте-Бруном в 1810 году и воспринятый Юлиусом фон Клапротом в 1823 году. В то же время в Германии получил популярность термин «арийцы», который был связан с французским индологом Абрахамом-Гиацинтом Анкетилем-Дюперроном, первооткрывателем Авесты, который первоначально применял его только в отношении мидян и персов. Более широкое значение термину было дано Шлегелем, связавшим его с великим «народом-культуртрегером». Со опорой на факт нынешнего широкого географического пространства, занимаемого индоевропейцами, «арийцы» приписывалась неугасающая воля к переселениям и путешествиям и страсть к инновациям, тогда как в «семитов» считали неповоротливым косным народцем, приверженным своим консервативным ценностям и противящимся инновациям.
Первая половина XIX века в Европе характеризуется индоманией. Было модным противопоставлять Зороастра Моисею и утверждать, что «семиты» заимствовали философию и религиозные представления у «индогерманцев». Эту идею, в частности, разделял немецкий индолог Христиан Лассен, ученик братьев Шлегель. Он первым стал противопоставлять «арийцев» «семитам», рассматривая первых как «наиболее организованный и наиболее творческий народ», который разносил высокую культуру, по причине чего имел право подчинять себе аборигенов. В середине XIX века эта версия была включена Якобом Гриммом в свои учебники по литературе и истории, что сделало темы «арийцев» и «арийской славы» известными широкой немецкой публике. Движение «арийцев» на запад вслед за солнцем Гримм объяснял их «непреодолимым побуждением».
В первой половине столетия в рамках развития сравнительного языкознания в состав индоевропейской языковой семьи были включены различные европейские группы языков. В русле этого направления увлечение Индией пошло на убыль и в центре дискуссий встал вопрос, является ли центром формирования индоевропейцев Центральная Европа или степная полоса Восточной Европы. Первое решение отстаивал бывший филолог Густаф Коссинна, который стал археологом, второе рассматривалось как более правдоподобное лингвистом Отто Шрадером. Во второй половине XIX века во Франции и, в меньшей степени, в германских странах распространилась гипотеза, что «арийцы» расселялись с территории Средней Азии, точнее, из Согдианы или из Бактрии. Гипотезу разделяли, в частности, Юлиус фон Клапрот, Артюр де Гобино, Анри Мартен, Кристиан Лассен, Макс Мюллер, Адольф Пикте, Франсуа Ленорман, Жан-Луи-Арман де Катрефаж, Шарль Эжен Уйфальви, Жак де Морган.
В 1840 году шведский анатом Андерс Ретциус ввёл понятие «головной указатель», что позволило ему разделить население Европы на долихокефалов и брахикефалов. По мнению Ретциуса, первые существенно превосходили вторых по своим способностям. Из них состояли «передовые (арийские) народы», тогда как брахикефалов он определял как «туранцев» и связывал с отсталостью.
К середине XIX века европейская наука сформулировала идею о «расовой устойчивости», «неравенстве рас», «борьбе рас» и предназначении «белой расы» к господству над прочими. На эти представления повлияли взгляды на раннюю историю Индии, связывавшуюся с приходом светлокожих «арийцев», которые установили господство над местными темнокожими обитателями.

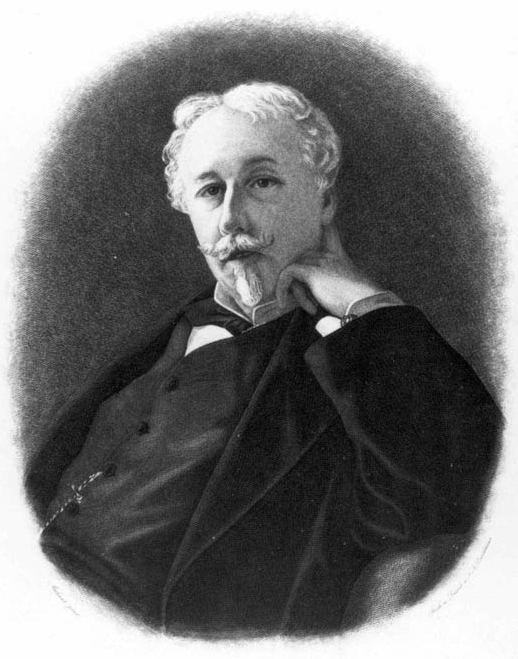
Артюр де Гобино, один из ключевых авторов «арийской» расовой теории

Всё больше авторов Центральной Европы считали высшей «тевтонскую расу», германцев, наделяя их самыми положительными качествами. Начало этому положил французский барон Артюр де Гобино, заложивший основы «расовой теории» («отец европейского расизма»), в своём сочинении «Опыт о неравенстве человеческих рас» (1853—1855) связал талант и одарённость человека с его внешним видом и расовой принадлежностью. Там же появляется широко известное выражение «истинный ариец». «Арийцев» он считал «избранной расой», «детьми богов» и создателями древних цивилизаций. Он приписал им светлую кожу, белокурые волосы и голубые глаза и восхищался их физическим совершенством, ссылаясь на лучшие творения древнегреческих скульпторов. Согласно Гобино, именно германцы сохранили наиболее чистую «арийскую» кровь. Современную область расселения «арийского элемента» в Европе Гобино определял как: Швеция, Норвегия, Дания, далее — Ганновер и Вестфалия на Нижнем Рейне (северо-западная Германия), Эльзас и часть Лотарингии, Голландия, Бельгия и на северо-восток Франции вплоть до нижней Сены, Англия и Исландия. На этих землях «всё, что имеет позитивное применение, находило плодородную почву. По мере продвижения к югу эти предпосылки ослабляются. Причём это объясняется не более жарким солнцем… Это есть воздействие крови». Гобино отразил в своей работе пессимизм старой аристократии, идущей к упадку. Он пытался объяснить гибельную участь «арийцев», сводя эти объяснения к «расовому смешению», которое ведёт к «дегенерации».
У Гобино уже присутствуют идеи «второсортности» и «расовой неполноценности» славян. В частности, он не включал в территорию современного ему расселения «арийского элемента» большую часть Германии на основании того, что население восточной и центральной Германии в Средние века смешалось с вендами (славянами). Сами же славяне будучи в древности «белым арийским народом», «ушли на северо-восток нашего континента и там вступили в разрушительное соседство с финнами», что привело к их «пассивности» и «неспособности к творчеству». «Находясь на границе между Европой и Азией, они служат естественным переходным элементом между своими западными и восточными монголоидными сородичами». Также Гобино проводил аналогию славян с «семитами», что в дальнейшем нашло отражение в нацистской расовой политике. Гобино уделял славянам исключительно подчинённую роль.
Книга Гобино нашла отклик в среде немецких интеллектуалов, которые переживали этап романтического национализма и мечтали о грядущей германской славе. Под влиянием Гобино «арийская» идея широко обсуждалась образованной публикой и вдохновляла некоторых германских революционеров. Синтезом идей революции, фольклора и музыки, соединённых с «арийским» мифом, стало творчество известного немецкого композитора Рихарда Вагнера.
Некоторый вклад в развитие арийского мифа внёс также философ Фридрих Ницше. Он вступил в спор с учёными-санскритологами, утверждая, что термин «арья» означает не «благородный», как часто считалось в то время, а «богатый» или «владелец», что, по Ницше, раскрывало истинную натуру арийцев, которые призваны «владеть», быть «хозяевами» и «завоевателями». По мнению Ницше, «арийцы» представляют собой прирождённую «расу господ», призванную править другими. Однако покоряя местное население, арийцы смешивались и претерпевали деградацию. Индийские арийцы, по его мнению, избежали морального и физического упадка благодаря кастовой системе. Идеалом он считал индийских брахманов, которые чуждались низкорожденных. Для решения проблем современности Ницше предлагал возврат к иерархии и кастовому строю, в рамках которого должен сформироваться «арийский сверхчеловек» будущего. Наилучшим способом он считал искусственное выведение новых рас. Ницше обращался к идее несгибаемых гипербореев, живущих суровой жизнью в северных льдах.
«Арийский миф» в высокую науку ввели востоковед и германофил Эрнест Ренан и лингвист-индолог Макс Мюллер. Ренан писал о свершениях двух «великих рас», «арийской» и «семитской». Однако «семитская раса» уступала «арийской», поэтому она уже целиком сыграла свою роль, и в будущем должны царствовать одни «арийцы». Ренан употреблял термины «семитская раса» и «еврейский народ» как синонимы, а «арийцы» как эвфемизмом для германцев. Он был одним из первых, кто заявлял о резких культурных различиях «арийцев» и «семитов». Заслуги «семитов», по его мнению, ограничивались музыкальными способностями и монотеизмом, тогда как «арийцы»-язычники обладали богатым воображением, глубоко понимая природу, что дало им возможность быстрого прогресса. Он повлиял на последующую литературу, посвященную противостоянию «арийцев» и «семитов».
Мюллер часто считается первым автором, упомянувшим термин «арийская раса» на английском языке. В своих «Лекциях по науке о языке» (1861) Мюллер возражал против смешения лингвистики и антропологии. Он писал о своём неприятии этого метода в 1888 году в своём эссе «Биографии слов и дом ариев». В молодые годы он заявлял об «арийском братстве», когда писал о европейцах и индийцах. Он не видел вреда в смешении рас и культур. В то же время Мюллер резко отделял «арийцев» от «семитов» и «туранцев». Прародина «арийской расы» помещалась им в горах Центральной Азии. Своим авторитетом он освятил отождествление языка с расой и повлиял на популярность представления об «арийской расе» в науке второй половины XIX века.
В 1860-х году разделение на «арийцев» и «семитов», по выражению Леона Полякова, «уже составляло часть интеллектуального багажа образованных европейцев». Это деление считалось основанным на лингвистических критериях, однако у многих авторов включало и расовые коннотации.

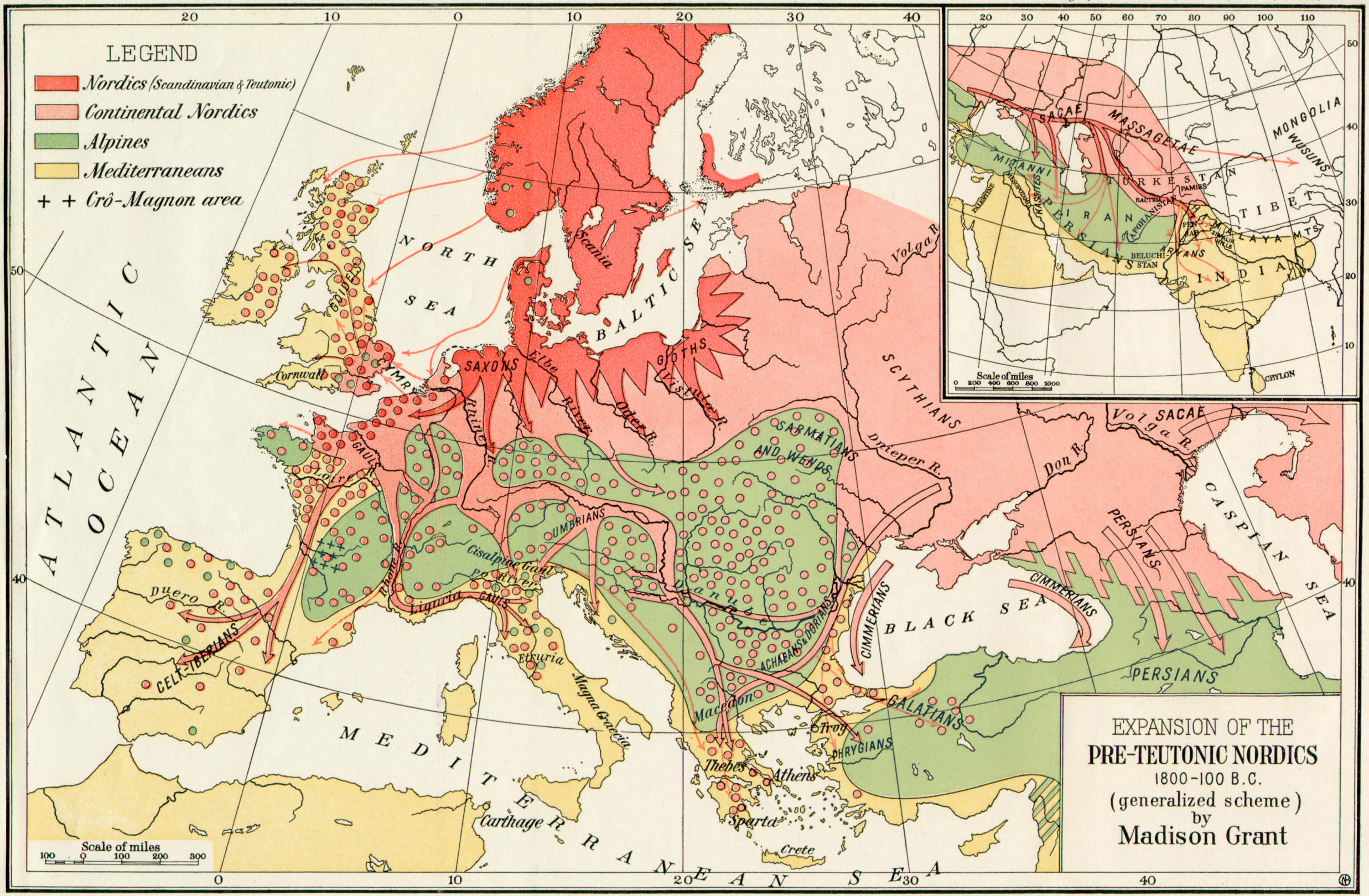
«Экспансия протогерманских нордидов», карта из книги американского расового теоретика Мэдисона Гранта «Конец великой расы» (1916)

К концу XIX века вырос авторитет физической антропологии, благодаря чему возник более осторожный подход к трактовке сложных связей языка, мышления и физического типа. На рубеже столетий тезис об «арийском происхождении» уже рассматривался некоторыми специалистами как новый миф. Итоги научных исследований второй половины XIX века по данной тематике подвёл Айзек Тайлор в получившей широкую известность популярной книге «Происхождение арийцев» (1889). Он стремился к синтезу данных лингвистики, физической антропологии, археологии и фольклористики. Главная цель Тайлора заключалась в доказательстве отсутствия жестких связей языка и физического типа. Он упрекал лингвистов в лице Макса Мюллера в поспешных выводах об общности происхождения народов, которые говорят на «арийских языках». Однако вслед за французским физическим антропологом Полем Брока Тайлор увязывал этнические признаки с физическим типом, а не с языком, и основой этнологии понималась им физическая антропология, а не лингвистика. Исконными «арийцами» считалась расовая группа, с течением времени поделившаяся своим языком со всеми встреченными на её пути.
Сужение понятия «арийской (белой) расы» сделало его пригодным для политизации. Эта раса стала считаться небольшой группой «белого населения», успешно разносившая свой язык по всему миру, передавая его «более слабым расам», заменяя их «менее совершенные» языки. «Арийская» идея оказалась оторвана от индоевропейской общности, подверглась расиализации, но сохранила образ культуртрегеров. Язык потерял роль основы, сменившись идеей родства по крови, на первом плане оказались (этно)расовые показатели. Поиски прародины «арийцев» были обращены к Европе.
В конце XIX века Карлом Пенкой, Германом Хиртом, Густафом Косинной и другими авторами была выдвинута североевропейская гипотеза происхождения индоевропейцев. В конце XIX века и начале XX века она имела некоторый успех, став популярной в этнонационалистических кругах, в том числе в идеологии национал-социализма. Согласно немецкому социодарвинисту Карлу Пенке, который первым предложил гипотезу нордической прародины в 1883 году, примитивные индоевропейцы должны были быть оседлыми земледельцами, выходцами с севера, из Скандинавии, сформировавшимися без внешнего вмешательства со времён палеолита. Пенка утверждал, что Скандинавия является прародиной «чистых арийцев», к числу которых он относил северных немцев и скандинавов. Ещё в 1877 году Пенка заявлял, что индоевропейцы «всегда были победителями и никогда — побеждёнными». Идея немецкого происхождения «арийцев» была поддержана немецким археологом Густафом Коссинной, который утверждал, что протоиндоевропейские народы представлены культурой шнуровой керамики древней Европы. Эта идея была широко распространена как в интеллектуальной, так и в популярной культуре начала XX века.
Рядом немецких исследователей «арийцы» связывались с северными немцами, которым была свойственна долихокефалия, однако как некоторые французские авторы считали, что «арийцы» были брахикефалами, поскольку большинство французов принадлежали к этому типу. Каждая сторона этого спора доказывала, что именно их предки дали Европе цивилизацию. Французский автор Жорж де Лапуж связывал прошлое величие Франции с властью долихокефалов-«арийцев». Вслед за Гобино он разделял идею, что «арийская раса» находится в упадке, поскольку, по его мнению, брахикефалы-«туранцы» способны лишь повиноваться и искать себе новых господ. Историю он рассматривал как «борьбу рас» и предсказывал массовую резню, которую способны вызвать расовые особенности, связанные с небольшими различиями «головного указателя». Выходом, по его мнению, были евгенические мероприятиях, поскольку только они могли остановить расовую войну.
Немецкий учёный Рудольф Вирхов начал исследования в области краниометрии, что побудило его на Антропологическом конгрессе 1885 года в Карлсруэ осудить «нордический мистицизм». Йозеф Коллманн, соавтор Вирхова, на том же конгрессе заявил, что народы Европы, будь то англичане, немцы, французы или испанцы, принадлежат к «смеси различных рас», более того, «результаты краниологических исследований… противоречат любой теории, касающейся превосходства той или иной европейской расы» над другими. Исследования Вирхова вызвали споры. Хьюстон Чемберлен, один из ключевых авторов идеи превосходства «арийской» или «германской расы», подверг критике Йозефа Коллмана. Хотя теория «арийской расы» оставалась популярной, особенно в Германии, некоторые авторы защищали точку зрения Вирхова, в особенности Отто Шрадер, Рудольф фон Иеринг и этнолог Роберт Гартман, которые предложили исключить понятие «арийцы» из антропологии.

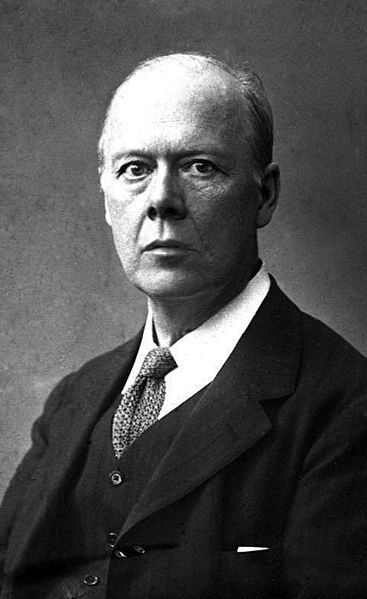
Хьюстон Чемберлен, один из ключевых авторов идеи превосходства «арийской расы»

В 1899 году вышла «Основы девятнадцатого века» переехавшего в Германию английского мыслителя Хьюстона Чемберлена, в которой он обосновывал свои представления о превосходстве «арийской расы», а также о положительном влиянии тевтонцев и отрицательном влиянии евреев на европейскую цивилизацию. «Основы девятнадцатого века» часто рассматривается как один из самых важных протонацистских текстов. В этой книге арийский миф достиг своего пика. Чемберлен не был ни историком, ни физическим антропологом. Он стал зятем Рихарда Вагнера и входил в Общество Гобино и в Новое общество Вагнера. Он пользовался расположением кайзера Вильгельма II, который находился под впечатлением от его книги. Понятия «индогерманцы», «индоевропейцы», «арийцы» и «тевтонцы» использовались Чемберленом в качестве синонимов. В число «тевтонцев» им включались германцы, кельты и славяне, но первые, по его мнению, сохранили наиболее чистую «арийскую кровь». Он считал, что «форма головы и структура мозга имеют решающее влияние на форму и структуру мышления». Он писал: «Если бы было доказано, что в прошлом никакой арийской расы не было, мы ее увидим в будущем; для людей дела — это очень важный момент». Целью его было сплочение германской нации и её политическое превосходство в мире. Стержнем мировой истории, по мнению Чемберлена, была «расовая борьба». «Арийская раса» представлена им как создавшая все известные цивилизации. Врагом её объявлен «расовый хаос», возникавший, когда забывались фундаментальные расовые принципы. Примесь «чуждой крови», по Чемберлену, приводит к «расовому упадку» и деградации. Главные разрушители порядка и цивилизации — «семиты». Смешанным населением, способным служить лишь «антинациональным» и «антирасовым» силам, он считал южных европейцев, что впоследствии послужило основанием для Бенито Муссолини отвергнуть его книгу. Смешанной группой, происходящей от трёх разных «расовых типов», он называл и евреев. По утверждениям Чемберлена, еврейские «жрецы» произвели ревизию Ветхого Завета, исключив из него воспоминания об «арийцах». Он писал, что евреи стремятся к мировому господству. Считая евреев мистической силой, он считал, что они разлагают благородные «нордические души». Чемберлен разделял идею «арийской природы» Иисуса Христа. Благодаря успеху его книги эта идея приобрела общественную популярность. По его мнению, Иисус создал «арийское христианство», не имевшее ничего общего с иудаизмом и было искажено евреями. Книга Чемберлена представляла собой компиляцию более ранних расовых идей и включала большое число противоречий и необоснованных утверждений, но она была положительно встречена немецкой публикой, благодаря выраженному патриотизму и идее «расового превосходства», направленной на «сплочение нации».
К концу XIX века в среде европейских интеллектуалов преобладал «научный расизм», в том числе идея разделения человечества на «низшие» и «высшие расы». Во главе последних были поставлены «арийцы», как утверждалось, наиболее приспособленные к новой эпохе. Эти представления имели своей опорой как суждения ученых, так и популярные в то время эзотерические учения. Вера в важнейшую роль наследственности сильнее всего была выражена в Германии, где концепты «расы» и «арийства» вышли за пределы научной среды и оказали существенное влияние на общественные настроения.
Накануне Первой мировой войны в Центральной Европе набирала идея поддержки «творческой и продуктивной арийской расы» против «паразитической семитской». В рамках этого направления мысли в 1913 году в Германии был учрежден Немецкий союз, ставивший своей целью борьбу «против еврейской и славянской крови». Йозеф Раймер предсказывал, что германцы заселят евразийские пространства, включая Сибирь, где «не поддающимися германизации» являются славяне и евреи. Он делал соответствующие практические выводы, согласно которым следовало ограничить воспроизводство потомства этих народов. При этом Раймер считал себя социалистом и интернационалистом. На общеевропейском уровне арийский миф служил для оправдания системы колониализма — например, англичане с его помощью легитимировали своё право владеть Индией, тогда как на уровне отдельных государств составил опору местного национализма, противопоставляя местных жителей, потомков «арийцев», «чужим», в первую очередь евреям.
Концепция «коллективного бессознательного» Карла Густава Юнга включала противопоставление «арийской психологии» и «еврейской».
В XIX веке идея особого «арийского» происхождения ряда европейских народов, заимствованная у западноевропейских мыслителей, особенно у немецких, была распространена в среде русских славянофилов. Один из основателей славянофильства А. С. Хомяков и многие его ученики, в том числе А. Ф. Гильфердинг, Д. И. Иловайский и И. Е. Забелин, утверждали, что русские представляют собой потомков одной из главных ветвей группы «арийских» народов, меньше всего удалившихся от линии прямого родства. Однако в этот период русский арийский миф не был связан с неоязычеством, и принципиальным религиозным контекстом для русских славянофилов оставалось русское православие. Тем не менее, они пытались связать православие с «арийской» идентичностью и утверждали, что Византия пришла к христианству непосредственно под влиянием «арийских» народов, азиатская колыбель которых якобы находилась в Центральной Азии или Иране. По этой причине русские славянофилы, в отличие от немецких националистов, не переходили от идеи «арийского» происхождения к антисемитизму.

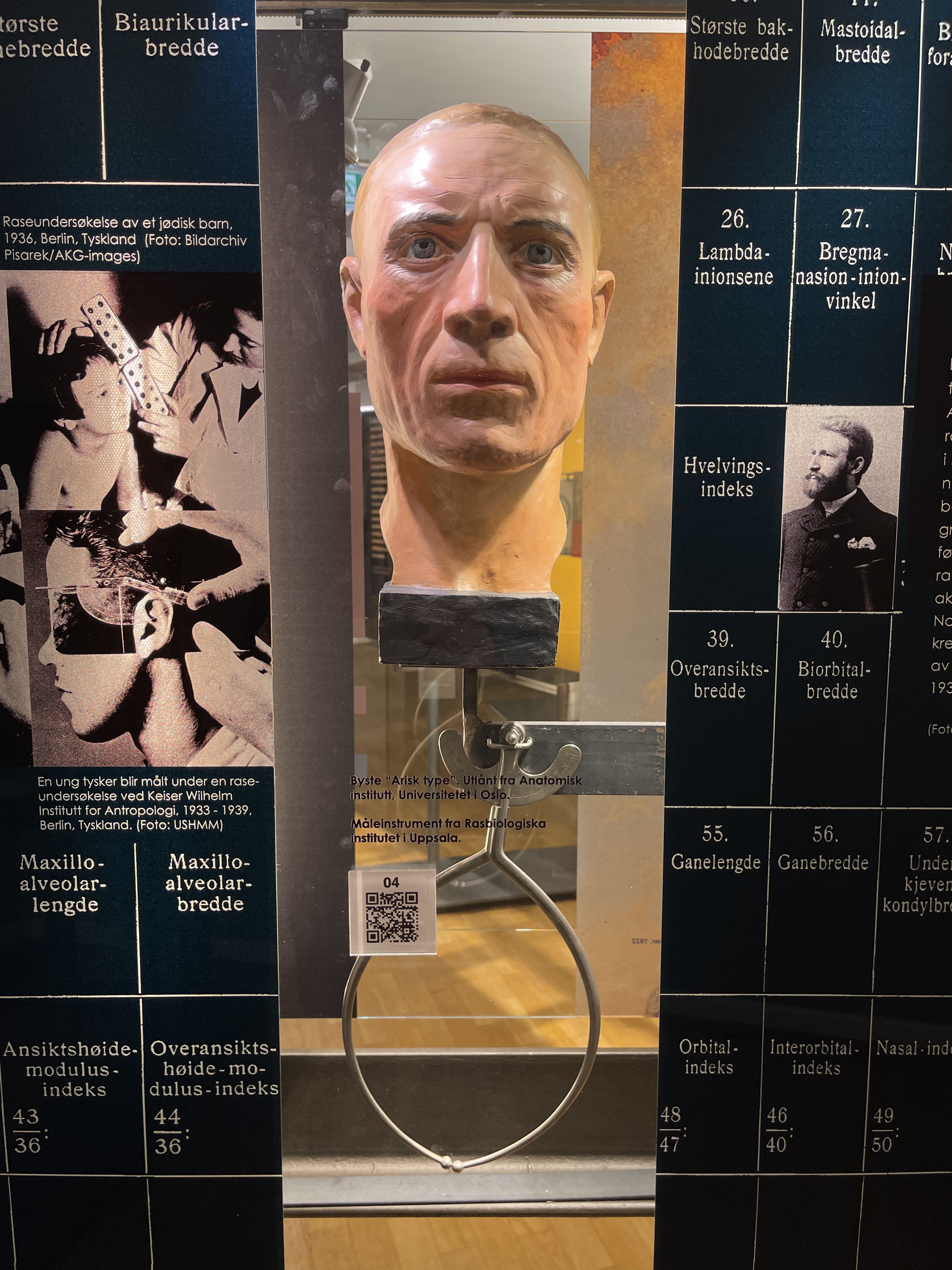
Бюст «арийского типа» из Анатомического института Университета Осло и прибор для измерения черепа (антропологическая краниометрия) из Национального института расовой биологии Швеции

В начале второй половины XIX века «арийская» идея затронула Россию под влиянием польского эмигранта Францишека Духинского, который бежал на Запад после Польского восстания 1830 года и нашёл убежище во Франции. Он пытался восстановить местное общественное мнение против России. В Европе того времени «арийские предки» высоко ценились, и Духинский создал концепцию, согласно которой русские, в отличие от европейских народов, не являются «арийцами», как не являются и славянами. В 1861—1862 годах в своих лекциях в парижском Научном обществе он относил русских к туранцам и утверждал, что «арийцам» и туранцам суждено находиться в непрерывной вражде. В ответ последовала серия публикаций русских учёных, доказывающих причастность русских к «арийству». Это стало продолжением выступлений ряда русских интеллектуалов против немецких и французских русофобов, исключавших русских из круга европейских народов. Во второй половине 1860-х годов русских как славян к «арийцам» отнёс Н. Я. Данилевский. Первоначально арийский миф в России выглядел как миф об идентичности, призванный доказать принадлежность русских к европейской культуре. В 1879 году в своей известной Пушкинской речи Фёдор Достоевский объявил о готовности русских к «воссоединению со всеми племенами великого Арийского рода». В представлениях Достоевского это были русская «всемирность» и «братство». Однако до начала XX века «арийский» дискурс в России не включал биологических аргументов, и «арийцы» противопоставлялись «туранцам», а не «семитам». Раса ещё не наделялась узким биологическим содержанием, под ней понималась языковая общность, и речь часто шла о культурном превосходстве «арийцев».
В период 1880—1890 годов появилась обширная литература, в большей части которой славяне ещё исключались из «индогерманской расовой общности». Последующие археологические изыскания и исторические работы чешского слависта Любора Нидерле поколебали эту теорию.
Некоторые авторы использовали «арийскую» идею для обоснования завоевания Центральной Азии Россией, что изображалось с одной стороны, «цивилизаторской миссией», а с другой — по их мнению, возвращением «арийцев» (русских) на свои древние земли, где в древности уже жили скифы и другие ираноязычные народы и где, по мнению ряда авторов, находилась прародина «арийцев». Врач и археолог-любитель В. М. Флоринский писал о превосходстве славянской культуры, отождествлял саков и массагетов с праславянам и помещал прародину «ариев» в Центральной Азии. Экспансию России в этот регион он объяснял инстинктивным стремлением славян вернуться на древнюю родину. Создателями современной цивилизации Флоринский считал «семито-арийцев», наиболее одарённой народностью. По Флоринскому «арийцы» возникли в западной части Памира или Тянь-Шаня, а затем переселились в Семиречье. Завоевание Центральной Азии в качестве возвращения «арийцев» на давно утраченную родину со ссылкой на «скифское происхождение» русских, рассматривали, в частности, члены Туркестанского кружка любителей археологии, действовавшего в 1895—1918 годах в Ташкенте под председательством генерал-губернатора барона А. Б. Вревского. Некоторые члены кружка делали попытки доказать, что ветхозаветные события происходили не в Палестине, а в Туркестане. В сентябре 1899 году в процессе обсуждении места проведения XII Всероссийского археологического съезда член кружка Н. П. Петерсон предложил один из городов Центральной Азии, поскольку «исследование Памира и других мест предполагаемой общей прародины народов арийского корня примиряет славянофильство с западничеством в высшем единстве, в ариофильстве».
Духовный кризис в России начала XX века обусловил увлечение язычеством, вначале античным, а затем и славянским, «родными богами», в особенности это касалось символистов. Поэт Валерий Брюсов с доверием относившийся к сообщению Платона об Атлантиде, о чём он сообщал на своих лекциях, прочитанных в начале 1917 года, и вслед за Р. фон Лихтенбергом считал прародиной «арийцев» Пиренейский полуостров, где они, по мнению поэта, обитали в ледниковую эпоху. В начале XX века славянская школа российской историографии переживала кризис, полностью перестав соответствовать требованиям развивающейся науки. Накануне Первой мировой войны в условиях роста русского национализма наследие этой школы использовалось для создания шовинистических версий русской истории России. В этот же период Запада проникла расовая версия «арийской идеи», в рамках которой мировая история рассматривалась как вечная борьба «арийцев» с «семитами». К «арийцам» в данном относились прежде всего славяне, в ряде случаев изображавшиеся как лучшие из «арийцев», например, в идеях черносотенца Алексея Шмакова (гражданский обвинитель на процессе против Бейлиса), пропагандировавшего книгу Хьюстона Чемберлена. «Арийская» тема в её антисемитском варианте была воспринята некоторыми русскими писателями-модернистами, увлекавшимися оккультизмом, включая Александра Блока и Андрея Белого, согласно которым «истинной арийской культуре» грозила «туранская» или «жёлтая опасность», включавшая и еврейский компонент. Белый считал, что за коммерциализацией культуры стоит деятельность «семитов» и писал о «духовном порабощении арийцев». Он осуждал «семитский материализм» и призывал к «арийскому возрождению».

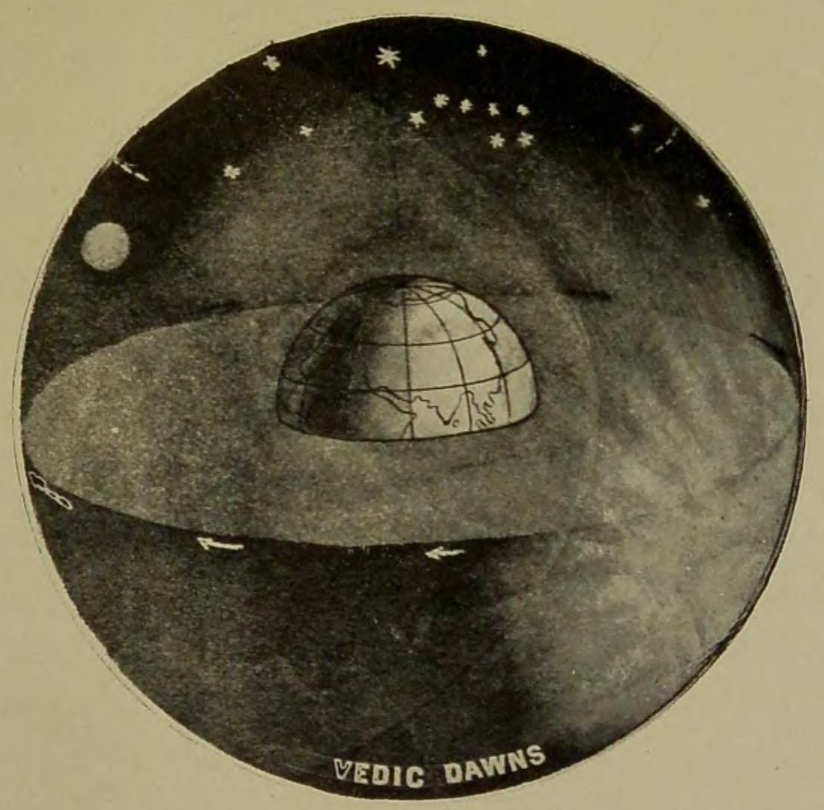
Схема восхода солнца, как она описана в Ведах. Б. Г. Тилак, «Арктическая родина в Ведах», 1903

В период Первой мировой войны участники российского «скифского движения», включавшего известных писателей и поэтов, рассматривали «скифов» как творцов нового мира, способных примирить Восток и Запад. Россию они представляли особым «христианско-арийским», или «греко-славянским миром». Поражение России в войне и революционные события порождали стремление поднять престиж России в глазах общественности. В этом контексте, в связи с антинемецкими настроениями, Блок писал: «Последние арийцы — мы». Блок разделял идею связи славян со скифами, то есть «арийцами», что, по его мнению, обещало им великое будущее. Он пытался выявить «арийские основы» христианства и отделить их от «иудейско-рационалистического элемента». Блок резко выступил против А. Волынского, акцентировавшего внимание на иудейской основе христианства и пытавшегося дистанцировать его от «арийства».
Разновидностью арийского мифа является псевдонаучная арктическая гипотеза происхождения «ариев» («арийцев» — индоевропейцев), выдвинутая в начале XX века индийским мыслителем и радикальным деятелем индийского национального движения Б. Г. Тилаком. На идеи Тилака опирался детский писатель, биолог Е. А. Елачич (1910), пытавшийся доказать, что современный человек (Homo sapiens) происходил с Крайнего Севера. Он вольно интерпретировал известные в то время немногочисленные палеоантропологические данные и смешивал две проблемы — происхождение человека и происхождение индоевропейцев, которых он называл «арийцами». Взгляды Елачича противоречили уже современной ему науке и не упоминались в научных дискуссиях.

## Теософия

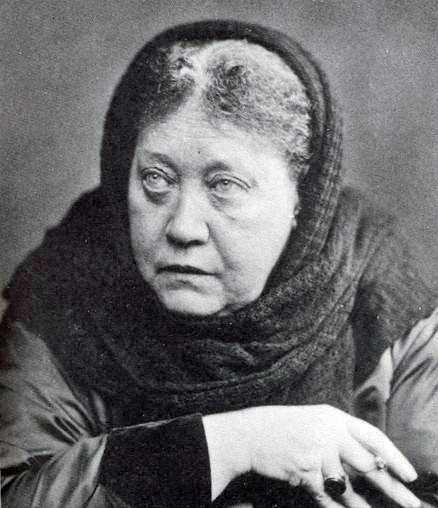
Елена Блаватская

К концу XIX века деятельность теософов способствовала распространению в среде творческой интеллигенции спиритуализма и оккультизма с их расовыми коннотациями. Теософия включала пересмотр дарвинизма и утверждение полигенической теории происхождения рас о последовательной смене «коренных рас», происхождении людей от первичного «эфирообразного» человечества, неизбежном вымирании отживших рас и грядущей победе «пятой расы арийцев». Значительную роль в этих построениях играли популярные теории погибших континентов Атлантиде и Лемурии, упоминался «Асгард — город богов». «Арийская раса» считалась самой молодой и призванной господствовать. Упоминалась таинственная северная земля «Ультима Туле» или «Гиперборея».
Елена Блаватская, создавшая эзотерическое учение теософия, сделала популярную в её время расовую теорию одной из основ своей концепции развития человечества. Она разделяла идею полигенизма, популярную в науке середины XIX века. Истоки рас, согласно учению, находились в космос и были связаны с творческой деятельностью Учителей, или махатм. Братство Учителей в космосе было ввергнуто в тяжелую борьбу против «Тёмных сил», несущих всем зло. Историю человечества Блаватская видела в последовательной смене пяти коренных рас. Первые три «коренные расы» обладали эфирообразной формой, и только начиная с четвёртой расы человечество приобрело физический облик. Блаватская связывала расы в первую очередь с духовным началом. Духовность значила для расы намного больше, чем цвет кожи, поэтому каждая раса включала разнообразные соматические типы. Из идеи важности духовности следовал вывод, что каждой расе присущи свои моральные и поведенческие особенности. Цивилизации развивались преимущественно при помощи не материальных, а психических и духовных ресурсов. Поэтому утверждалось, что письменность появилась сотни тысяч лет назад.
Блаватская превозносила санскрит и считала «арийскую расу» ведущей на Земле, связывая с ней будущее человечества. Её учение включило такие положения арийского мифа, как отождествление санскрита и праиндоевропейского языка, приписывание расе имманентных свойств, представление об «арийцах» как «высшей расе», идея, что Библия вышла из брахманизма, представление о «расовой деградации» и неизбежном вымирании рас, которые «отжили своё».
Под «арийской (пятой) расой» понималась большая часть современного человечества. Она называла нынешнюю эпоху временем господства «арийской расы» и помещала священную прародину современного «арийского» человечества на Севере. «Арийцами» она считала представителей белой расы и тёмных индусов. Древним центром «арийцев» Блаватская называла «Азгард — обитель Богов». «Ранние арийцы» имели «ведическую религию», которая была разнесена ими по всей земле, заложив основу всех современных мировых религий, в том числе «иудеохристианства».
По мнению Блаватской, остатки прежней расы смешивались с представителями новой, в результате чего появилось разнообразие физических типов человека. Представители чёрной и жёлтой рас рассматривались как остатки прежних коренных рас, которые обречены на вымирание. Свои взгляды на расовые вопросы Блаватская изложила в книге 1888 года «Тайная доктрина», где смешивались язык и физические признаки. И то, и другое считалось второстепенным в сравнении с внутренними имманентно присущими психическими качествами
Учёные относились к учению Блаватской скептически. Так, Макс Мюллер упрекал её в «научной некомпетентности».
«Арабская подраса» рассматривается теософами как одна из «арийских подрас», вторая подраса «Пятой», или «арийской» «коренной расы». Теософы считают, что арабы, хотя и рассматривались в традиционной теософии как «арийцы» (то есть индоевропейцы), приняли семитский язык окружающих их людей, которые ранее мигрировали из Атлантиды (пятая или первоначально «семитская подраса» «атлантской коренной расы»). Теософы утверждают, что евреи возникли как ответвление «арабской подрасы» на территории Йемена около 30 000 года до н. э. Они мигрировали сначала в Сомали, а затем в Египет, где жили до времён Моисея. Таким образом, согласно теософскому учению, евреи являются частью «арийской расы».
После окончания Первой мировой войны теософы, последователи Блаватской, связавшие «арийскую» идею со славянским мессианством, группировались в Болгарии вокруг Петра Дынова.
Теософские издания, такие как «Арийский путь», были категорически против нацистского использования понятия, критикуя расиализм.

## Ариософия

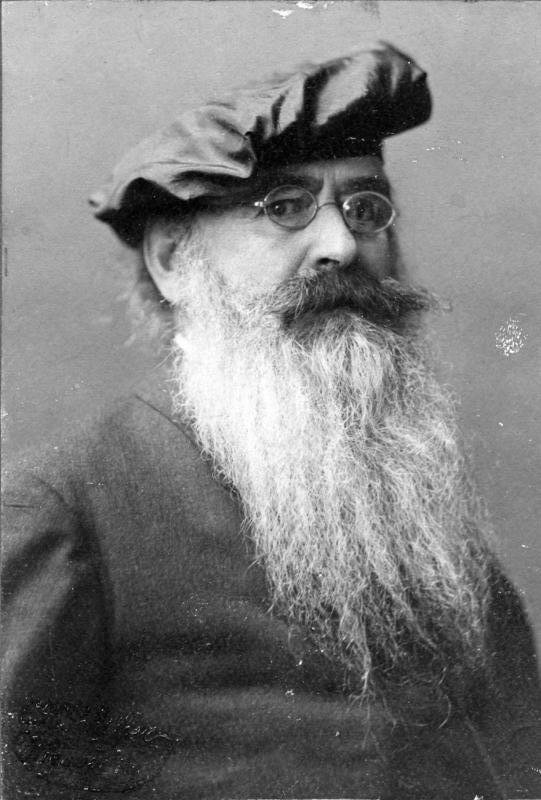
Гвидо фон Лист, создатель ариософии

Идея «арийской расы» была центральной в ариософии, эзотерическом учении, созданном австрийскими оккультистами Гвидо фон Листом и Йоргом Ланцем фон Либенфельсом в Австрии между 1890 и 1930 годами. Термин «ариософия» также может использоваться в общем для описания «арийских» / эзотерических учений подмножества фёлькише. Учение ариософии было основано на псевдонаучных идеях об «арийской» чистоте и мистическом единстве духа и тела. На него оказали влияние немецкое националистическое движение фёлькише, теософия Елены Блаватской, австрийское движение пангерманизма, социальный дарвинизм и его расистские выводы. Ариософия повлияла на идеологию нацизма.

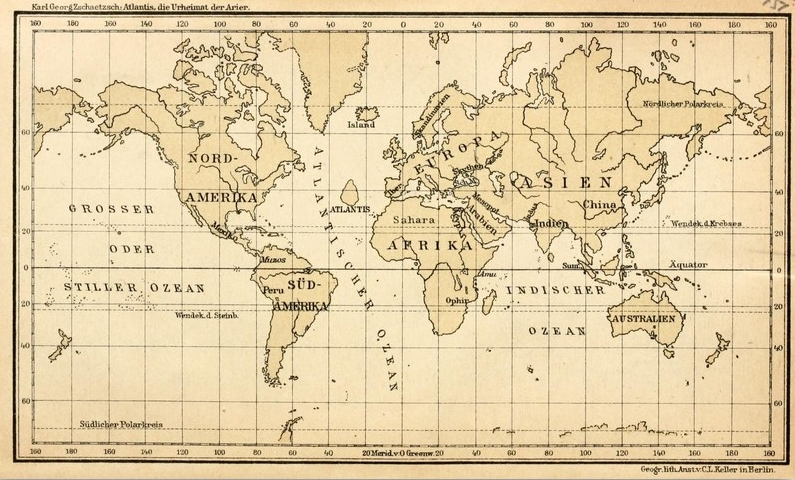
Карта из книги Карла Цеча «Атлантида — родина арийцев», 1922

В работах ариософов описывается доисторический «арийский» золотой век, когда мудрые хранители знания основывались на оккультно-расовых учениях и управляли «расово-чистым» обществом. Утверждается, что существует враждебный заговор антинемецких сил, включающий все «неарийские» расы, евреев и христианскую церковь и стремящийся к разрушению идеального «арийского» немецкого мира путём освобождения «неарийской» чернь для установления фальшивого равенства незаконнорождённых (представителей «неарийских» рас). История, включая войны, экономические кризисы, политическую неопределённость и ослабление власти немецкого начала, рассматривается как результат расовых смешений. Учение имело последователей в Австрии и Германии. Оккультизм в доктринах ариософов имел важное значение сакрального оправдания крайней политической позиции и фундаментального неприятия действительности, включая социально-экономический прогресс. Ариософы стремились предсказать и оправдать «грядущую эру» немецкого мирового порядка. Для противостояния «испорченному» расовым смешением современному миру ариософы создали большое число мелких кружков и тайных религиозных обществ, которые ставили целью возродить «утраченное» эзотерическое знание и расовые достоинства древних германцев, создать новую всенемецкую империю.
Для воссоздания религии древних германцев Лист использовал скандинавский эпос и творчество современных ему теософов, в частности Макса Фердинанда Зебальдта фон Верта, который описывал евгенические практики «арийцев», а также «Тайную доктрину» Елены Блаватской и «Утраченную Лемурию» Уильяма Скотта-Эллиота. Под влиянием этих работ Лист использовал термины «ариогерманцы» и «раса» вместо «немцы» и «народ», возможно, чтобы подчеркнуть совпадение с пятой коренной расой в схеме Блаватской. Лист и Ланц развивали идеи о борьбе между «арийской расой господ» и «расой рабов» и о прародине «арийцев» на утонувшем полярном острове Арктогее.

## Нацизм

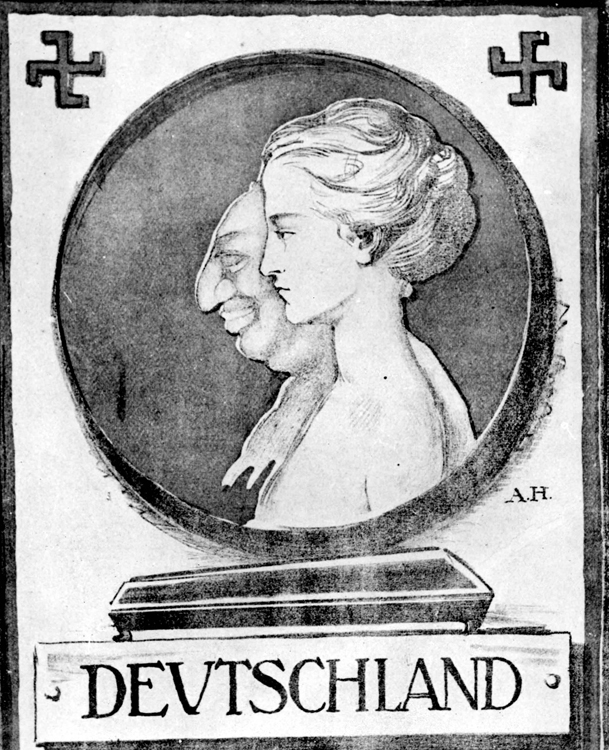
Стереотипные изображения еврея и «арийки». Германия, 1920

Идеология нацизма основывалась на концепции древней «арийской расы», рассматриваемой как высшая раса, занимающая высшую позицию в «расовой иерархии». При этом германские народы считались наиболее «расово чистыми» существующими народами «арийского происхождения». Нацистская концепция «арийской расы» развилась из более ранней супремасистской концепции расы, поддерживавшейся такими расовыми теоретиками, как Артюр де Гобино и Хьюстон Чемберлен.

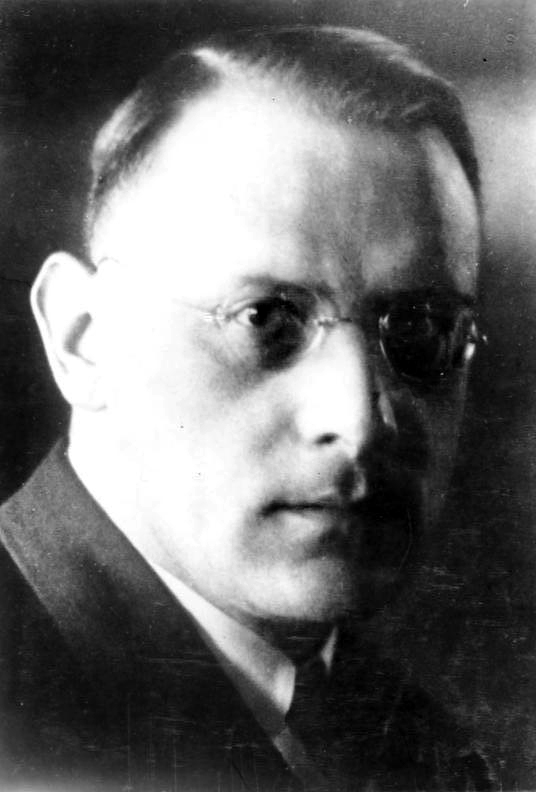
Ханс Гюнтер, нацистский расовый теоретик

Нацистский расовый теоретик Ханс Гюнтер утверждал, что «европейская раса» включает пять подтипов: «нордический», средиземноморский, динарский, альпийский и восточно-балтийский. Гюнтер использовал нордицистскую концепцию, согласно которой «нордиды» были высшими представителями расовой иерархии этих пяти подтипов. В своей книге «Расовая наука немецкого народа» (1922) Гюнтер писал, что немцы представлены всеми пятью европейскими подтипами, но подчёркивал их сильное нордическое наследие. Гюнтер предостерегал от смешения «немецкой крови» со «славянской кровью», принадлежащей к «восточной расе». Он определял каждый расовый подтип в соответствии с общим физическим обликом и психологическими качествами, включая «расовую душу» — со ссылкой на эмоциональные черты и религиозные убеждения. Он приводил детальную информацию о цвете волос, глаз и кожи, строении лица. Гюнтер предоставил фотографии немцев, идентифицированных как представители «нордического подтипа», из таких мест, как Баден, Штутгарт, Зальцбург и Швабия; а также немцев, которых он идентифицировал как представителей альпийского и средиземноморского подтипа, особенно из Форарльберга, Баварии и Шварцвальда в Бадене. Адольф Гитлер читал «Расовую науку немецкого народа», что повлияло на его расовую политику.
Гюнтер отличал «арийцев» от евреев и считал, что евреи происходят от неевропейских рас, особенно от расы, которую он классифицировал как «ближневосточную», более известную как арменоидный тип. Он считал, что такое происхождение делает евреев принципиально отличными от немцев и большинства европейцев и несовместимыми с ними. Гюнтер утверждал, что «ближневосточная раса» произошла с Кавказа в V—IV тысячелетиях до н. э., распространилась в Малую Азию и Месопотамию и, в конечном счёте, на западное побережье Восточного Средиземного моря. Помимо армян и евреев, он приписал «ближневосточные характеристики» нескольким другим современным народам, в том числе грекам, туркам, сирийцам и иранцам. В своей работе «Расовые свойства еврейского народа» Гюнтер утверждал, что «расовая душа» «ближневосточной расы» характеризуется «коммерческим духом», и назвал представителей этой расы «искусными торговцами». Согласно Гюнтеру, «ближневосточный тип» представлен в основном коммерчески настроенными и ловкими торговцами, обладающими развитыми навыками психологического манипулирования, которые помогают им в торговле. Он утверждал, что «ближневосточная раса» была «порождена не столько для завоевания и эксплуатации природы, сколько для завоевания и эксплуатации людей».
В «Майн кампф» (1925) Гитлер писал о роли германской крови: «Не раз в истории мы видели, как народы более низкой культуры, во главе которых в качестве организаторов стояли германцы, превращались в могущественные государства и затем держались прочно на ногах, пока сохранялось расовое ядро германцев. В течение столетий Россия жила за счёт именно германского ядра в её высших слоях населения».

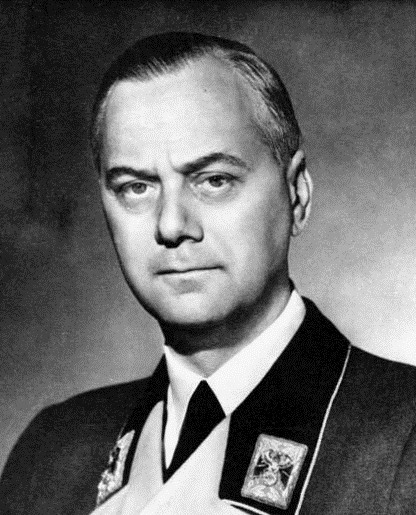
Альфред Розенберг

На Гитлера существенно повлиял Альфред Розенберг, и, как считается, многое в «Майн кампф» Гитлера было пересказом его идей. Книга Розенберга «Миф двадцатого века» (1930) была для нацистов второй по важности после «Майн кампф».
Розенберг заявлял о необходимости заново переписать мировую историю, стержень которой он видел в вечной борьбе между расами. Все крупнейшие достижения мировой культуры он относил к людям «нордической крови» и осуждал нынешний упадок германской культуры, которую разрушал либерализм. Розенберг связывал творческий дух с расой и отрицал его наличие у тех, кто происходил от смешанных браков. Розенберг рассматривал расу и народ как органическое единство души (народного духа) и тела, при котором сам образ мышления человека определялся строением его тела. Учение включало понятие «расовой души». Культуре, тесно связанной с народом, также приписывалась расовая мистическая основа, а национальному характеру — неизменность. Эти идеи обосновывали концепцию тоталитарного режима, сознательно ограничивавшего себя одним идеалом, одной политической партией и одним фюрером. Антиинтеллектуализм Розенберга наиболее явно выражался в призыве отринуть современную цивилизацию, построенную на излишнем интеллектуализме, разрывающим связи человека с природой и расой. Миф, по его мысли, содержал более глубокую истину, чем наука или здравый смысл. Розенберг сознательно строил «миф крови», или «религию расы» с целью создания нового человека и новой цивилизации. Для построения нового мифа Розенберг использовал исландскую «Эдду», германскую «Песнь о Нибелунгах», индийскую Ригведу, греческую «Илиаду». Однако вопреки этим источникам, не знавшим понятия расы, историософия Розенберга рассматривала историю как борьбу рас.
Розенберг разделял популярную в начале XX века гипотезу австрийского инженера Ханса Хёрбигера о смене земных полюсов, и считал, что в далёком прошлом климат северных широт был значительно мягче. Там существовал обширный континент, связываемый им с легендарной Атлантидой, где возникла одарённая раса голубоглазых и белокурых культуртрегеров-«арийцев». После того, как древний континент ушёл под воду, эта раса распространила свою высокую культуру, включая первую письменность, по всему миру, создавая известные древние цивилизации. Богами «арийцев» были златокудрый Аполлон и воинственная Афина Паллада. Примордиальный культурный центр на далёком Севере был центральной идеей мистического Общества Туле, с которым Розенберг был связан в 1919—1920 годах. С этим обществом также были связаны многие другие ключевые фигуры будущей НСДАП. Главным мифом Розенберг считал солнечный миф, который, по его мнению, происходил с далёкого Севера, где сезоны года были ярко выражены и значение солнечного тепла и света осознавалось особенно явственно. Затем, по Розенбергу, азиатские расы перешли в наступление из своих центров в Малой Азии, и последовал упадок «нордической расы», причиной которого было межрасовое смешение, согласно одной из основных идей расизма, порождающее неполноценное выродившееся потомство. Это смешение произошло, потому что «арийцы» ввели демократические порядки — послабления в отношении рабов, эмансипацию женщин, помощь бедноте. «Арийские» небесные боги в его книге выступали против малоазийских земных богов. Упадок «нордической расы» также определяла смена прежних светлых патриархальных богов на привнесенные из Азии образы богинь со змеями. Среди нацистских лидеров Розенберг был одним из самых главных противников Советской России, и под его влиянием Гитлер пришёл к идее колонизации славянских земель, в частности, аннексии Украины.

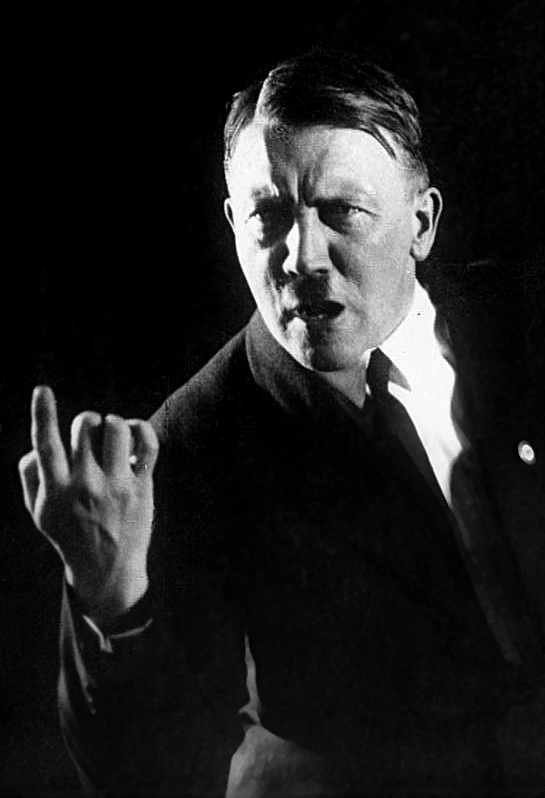
Адольф Гитлер

В рамках нацизма считается, что социальный строй древних «арийцев» представлял собой своего рода социализм. Этот строй, «арийский» социализм, рассматривается как наиболее естественный для «арийской расы», поэтому социальной и экономической программой немецких нацистов было построение, воссоздание национального, «расового социализма» (собственно национал-социализма) в современных условиях, предполагающих корпоративное устройство общества. Гитлер писал:

Социализм — древняя арийская, германская традиция. Наши предки использовали некоторые земли сообща. Они развивали идею об общем благе… В отличие от марксизма, социализм не отрицает частную собственность и человеческую индивидуальность. В отличие от марксизма, социализм патриотичен… Наш социализм национален. Мы требуем исполнения государством справедливых требований трудящихся классов на основе расовой солидарности. Для нас раса и государство — это единое целое.

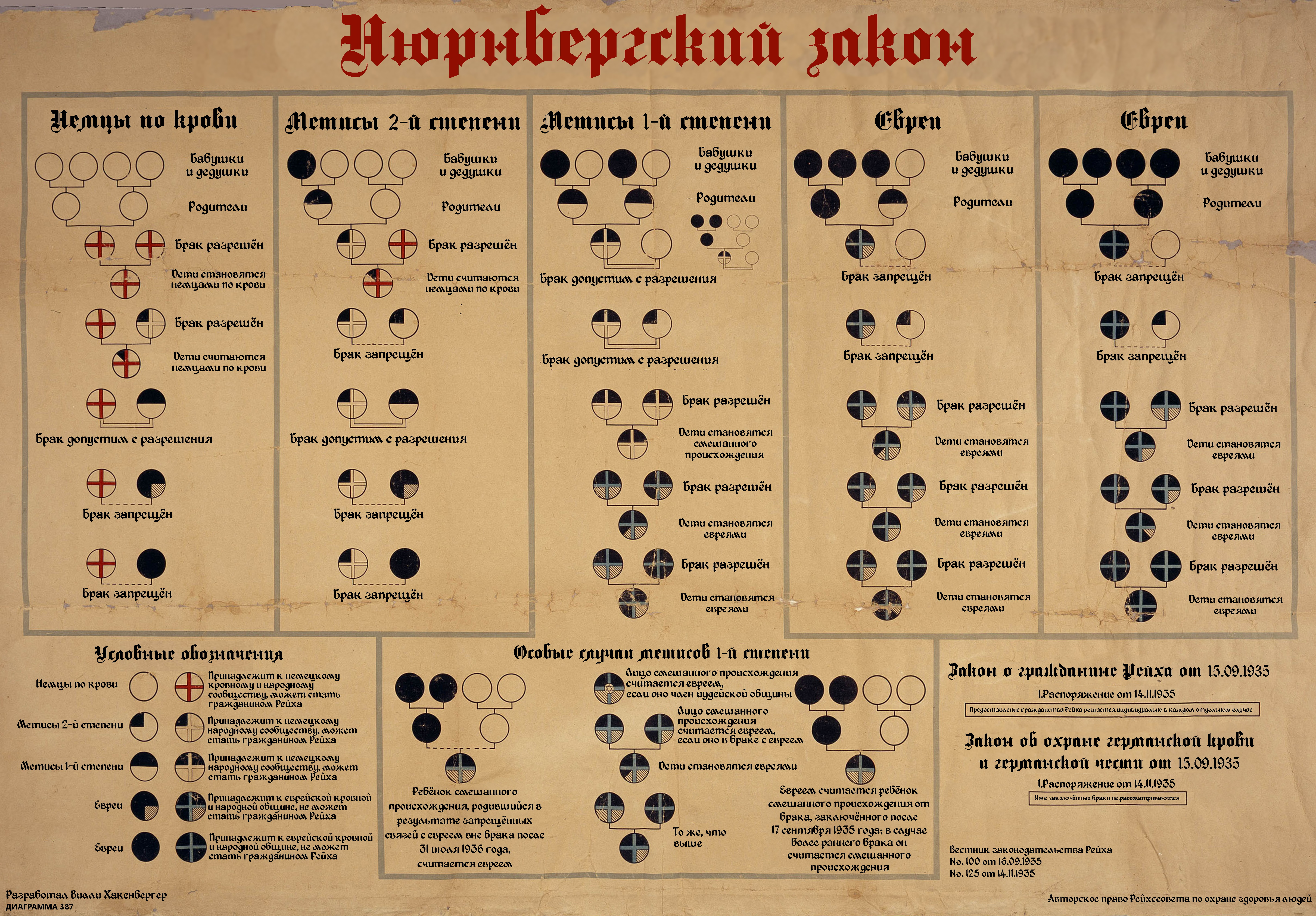
Диаграмма 1935 года, объясняющая Нюрнбергские расовые законы, определяющие принадлежность к «арийцам», евреям или мишлингам. Перевод

Вскоре после того, как в 1933 году Национал-социалистическая немецкая рабочая партия (НСДАП) пришла к власти, был принят «Закон о восстановлении профессиональной гражданской службы», который требовал от всех государственных служащих предоставлять доказательства своего «арийского происхождения» и определял «неарийца» как человека, имеющего хотя бы одного еврейского прародителя. В 1933 году чиновник Министерства внутренних дел Германии Альберт Гортер разработал для нового закона официальное определение «арийской расы», в которую были включены все нееврейские европейцы. Это определение было неприемлемым для нацистов. Ахим Герке пересмотрел проект Гортера и классифицировал «арийцев» как людей, «племённо» принадлежащих к «немецкой крови». Нюрнбергские расовые законы 1935 года классифицировали «арийцев» как «расово приемлемых» людей с «немецкой или родственной кровью». Свидетельство об «арийском» происхождении требовалось в профессиональных объединениях, на многих предприятиях и в части церквей при приёме на работу, а также в ряде других случаев. Также после прихода к власти нацистов началась «ариизация», или «деевреизация» — политика насильственного изгнания евреев из общественной жизни, деловой и научной сфер и жилья в Германии, других странах «Оси» и оккупированных ими территориях. Политика включала, в частности, перевод, в том числе конфискацию, еврейской собственности в пользу «арийцев» с целью «деевреизации экономики», в частности перевод собственности евреев в руки государства и немецких промышленно-финансовых кругов.

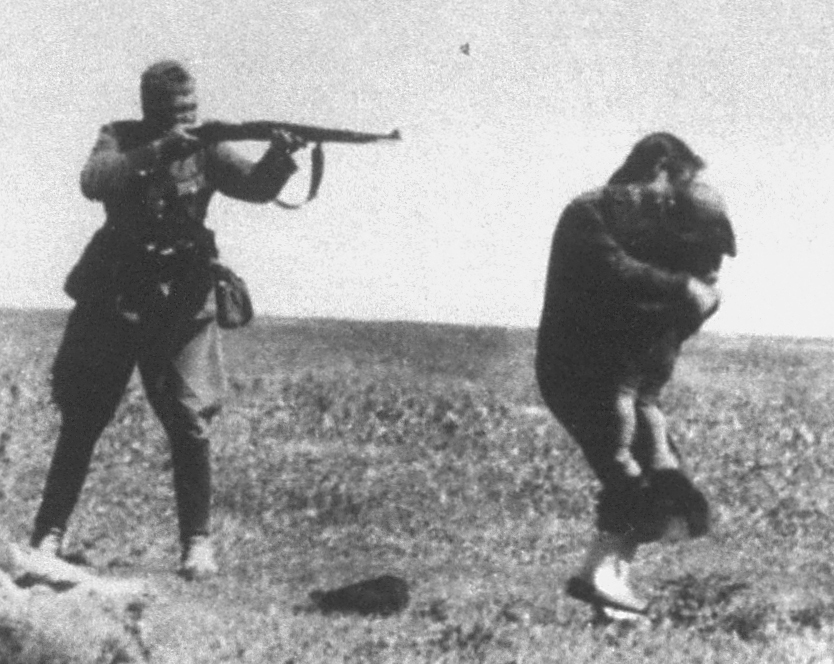
Член айнзацгруппы расстреливает еврейских женщину и ребёнка близ Ивангорода, Украина, 1942 год. Фрагмент фотографии айнзацгруппы в Ивангороде

Рейхсфюрер СС Генрих Гиммлер, один из главных организаторов «Окончательного решения еврейского вопроса», говорил своему личному массажисту Феликсу Керстену, что он всегда носил с собой копию «древнего арийского писания» Бхагавадгиты, потому что она избавляла его от чувства вины за то, что он делал — он чувствовал, что, как воин Арджуна, он просто выполняет свой долг, не переживая за свои действия.
Гитлеровская концепция «арийской расы господ» («Herrenvolk») исключала из этой расы подавляющее большинство славян, поскольку считалось, что славяне испытывают опасное еврейское и азиатское влияние. По этой причине нацисты объявили славян «недочеловеками» («Untermenschen»). Исключение было сделано для небольшого процента славян, которые, по мнению нацистов, произошли от немецких поселенцев и поэтому подходят для германизации, чтобы считаться частью «арийского народа» или «нации». Гитлер описывал славян как «массу прирождённых рабов, которые чувствуют потребность в хозяине». Гитлер называл славян «кроличьей семьей», имея ввиду, что они якобы ленивые и дезорганизованные. СМИ при министре пропаганды нацистской Германии Йозефе Геббельсе описывали, славян как примитивных животных из сибирской тундры, похожих на «темную волну отбросов». Гитлер заявил, что, поскольку славяне являются «недочеловеками», Женевские конвенции к ним неприменимы, поэтому немецким солдатам во Второй мировой войне было разрешено игнорировать эти конвенции в отношении славян. Идея нацистов, что славяне являются «низшими неарийцами», была частью планов по созданию «жизненного пространства на Востоке» для немцев и других германских народов в Восточной Европе, инициированных во время Второй мировой войны по «генеральному плану Ост». Миллионы немцев и других германских поселенцев должны были быть перемещены на завоеванные территории Восточной Европы, в то время как десятки миллионов славян предполагалось уничтожить, переселить или обратить в рабство.
Одним из ведущих теоретиков расовых исследований в нацистской Германии был Эгон Фрайхерр фон Эйкштедт, автор книги «Расовые основы немецкого народа» (1934). В 1938 году его ассистентка Ильзе Швидецки опубликовала под его редакцией книгу «Расоведение древних славян». Основной идеей книги было то, что праславяне принадлежали к нордической расе, однако к настоящему времени славяне утеряли нордический компонент, почти целиком подавленный в результате смешения с восточноевропеоидной, альпийской, динарской и средиземноморской расами. Этому посвящён раздел «К вопросу размытия черт нордической расы, или денордизации, славянских народов».
В Хорватии, находившейся в союзнических отношениях с нацистской Германией, отрицалось, что хорваты являются главным образом славянским народом, и утверждалось, что они — в основном потомки готов. Тем не менее, германский нацистский режим продолжал классифицировать хорватов как «недочеловеков», несмотря на союз. Однако в условиях нехватки личного состава политика нацистской Германии по отношению к славянам изменилась, и славяне принимались на службу в вооруженные силы на оккупированных территориях, несмотря на то, что они считались «недочеловеками».
Гитлер не был уверен, являются ли «арийцами» чехи. В своей застольной беседе он говорил: «Чеху достаточно отрастить усы, чтобы любой, по тому, как они свисают, увидел, что его происхождение монгольское».
Нацистские расовые теоретики задавались вопросом, являются ли в достаточной мере «арийцами» итальянцы. Гитлер считал, что северные итальянцы — в значительной мере «арийцы», но не южные. Нацисты рассматривали падение Римской империи как результат загрязнения крови в результате смешивания рас, утверждая, что итальянцы являются гибридом рас, включая расы чёрных африканцев. Гитлер даже упомянул своё мнение о присутствии негроидной крови у народов Средиземноморья во время своей первой встречи с Бенито Муссолини в 1934 году.
Нацисты задавались вопросом, относятся ли к «арийцам» европейские народы, такие как финны или венгры. Венгры были классифицированы как «племённо чуждые», но не обязательно «кровно чуждые». В 1934 году нацисты опубликовали брошюру, в которой мадьяры объявлялись «арийцами». В статье, опубликованной нацистами в следующем году, призналось, что были споры по поводу расового статуса венгров. Споры о том, должны ли венгры быть классифицированы как «арийцы», велись ещё в 1943 году. В 1942 году Гитлер объявил, что финны являются «расовыми соседями германцев».

Флаг Третьего рейха

Главный символ нацизма, свастика, был основным наследием ариософии. Молодой Гитлер вдохновлялся лекциями поэта Альфреда Шулера, который принёс ариософскую идею свастики в Германию. В представлении Гитлера свастика символизировала «борьбу за торжество арийской расы». В таком выборе соединилось и мистическое оккультное значение свастики, и представление о свастике как об «арийском» символе (ввиду её распространённости в Индии), и утвердившееся уже использование свастики в немецкой крайне правой традиции: её использовали некоторые австрийские антисемитские партии. НСДАП использовала не лево-, а правосторонний её вариант. Это произошло вопреки мнению эрудированного члена Общества Туле, зубного врача Фридриха Крона, который ссылался на буддизм, где левосторонняя свастика означает удачу и здоровье, а правосторонняя — упадок и смерть. Однако большинство членов Общества Листа и Общества Туле не придавали этому большого значения и отдавали предпочтение правосторонней свастике. Это мнение разделял и Гитлер. Символом нацизма стала правосторонняя свастика, вписанная в белый круг на красном фоне. Этот дизайн был предложен Кроном, богатую домашнюю библиотеку которого посещал Гитлер. Впервые данная свастика появилась на митинге НСДАП в Штарнберге 20 мая 1920 года.

## Итальянский фашизм

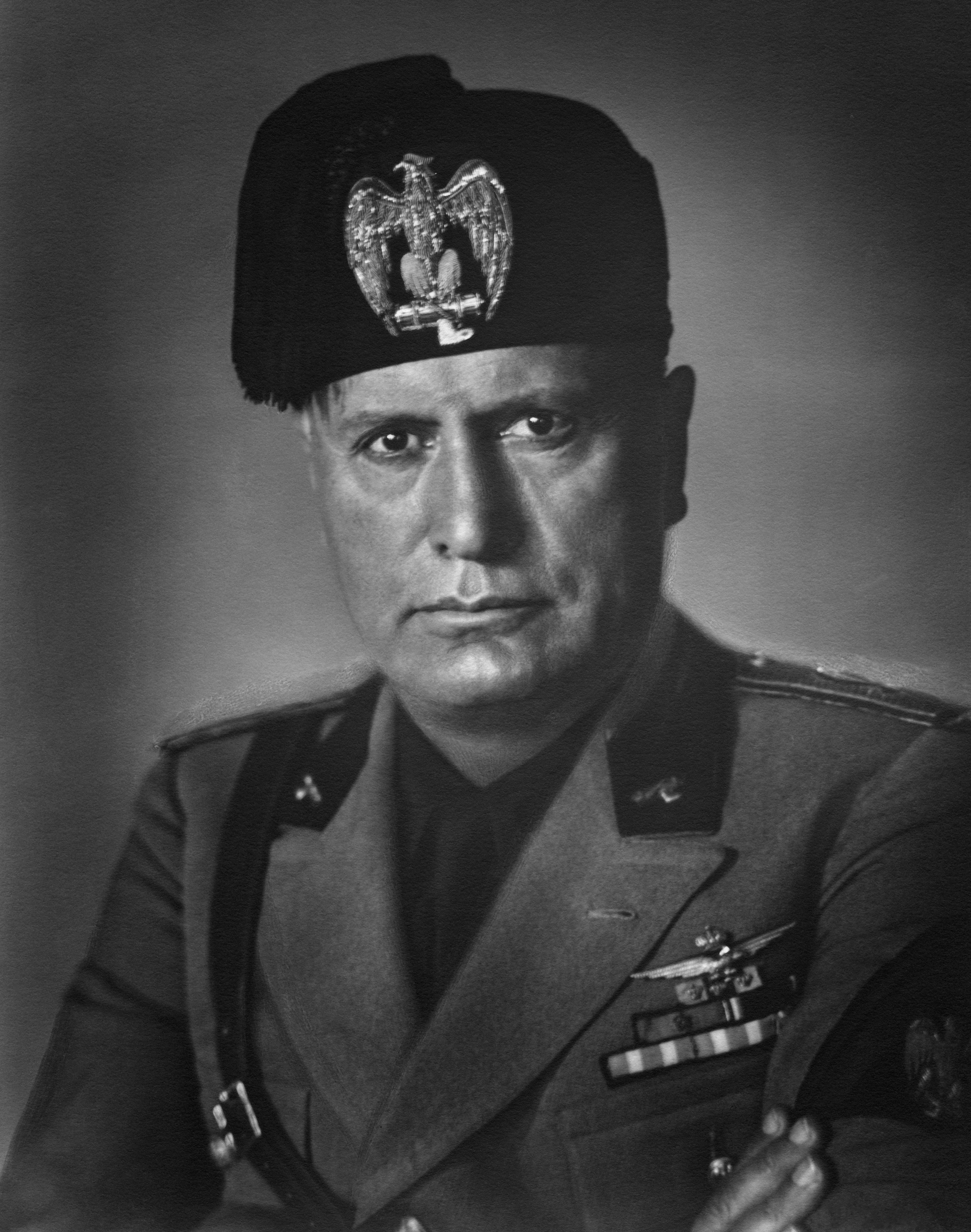
Бенито Муссолини

В 1921 году в своей речи в Болонье вождь итальянского фашизма Бенито Муссолини заявил, что «фашизм родился… из глубокой, вечной потребности нашей арийской и средиземноморской расы». В этой речи Муссолини говорил об итальянцах как о средиземноморской ветви «арийской расы», «арийцах» в значении людей индоевропейского языка и культуры. Первоначально итальянский фашизм основывал свою концепцию расы на духовных и культурных факторах. Муссолини отверг представления о том, что существуют «биологически чистые» расы, хотя биология всё же считалась существенным фактором расы. Итальянские фашисты подчеркивали, что раса связана духовным и культурным фундаментом, и рассматривали «расовую иерархию» как основанную на духовных и культурных факторах.
Вначале итальянский фашизм решительно отвергал общепринятую нордицистскую концепцию «арийской расы», идеализировавшую «чистых арийцев» как обладающих определёнными физическими чертами — нордическими, такими как светлые волосы и голубые глаза. Антипатия Муссолини и других итальянских фашистов к нордицизму была связана с тем, что они считали средиземноморским комплексом неполноценности, который, как они утверждали, внушала средиземноморцам пропаганда таких теорий немецкими и англосаксонскими нордицистами, рассматривавшими средиземноморские народы как расовые выродившиеся и низшие.
В начале 1930-х годов, с приходом к власти в Германии нацистской партии во главе с Адольфом Гитлером, который делал акцент на нордицистской концепции «арийской расы», между итальянскими фашистами и нацистами возникла сильная напряжённость по расовым вопросам. В 1934 году, после того, как австрийские нацисты убили канцлера Австрии Энгельберта Дольфуса, союзника Италии, Муссолини пришёл в ярость и гневно осудил нацизм. По его словам, нацистская идея общей «нордической германской расы» абсурдна, «германской расы не существует… Учёные так говорят. Гитлер так говорит». Тот факт, что немцы не являются чистыми «нордидами», действительно был признан известным нацистским расовым теоретиком Хансом Гюнтером.
К 1936 году напряжённость в отношениях между фашистской Италией и нацистской Германией уменьшилась. В 1936 году Муссолини решил запустить расовую программу в Италии и заинтересовался расовыми исследованиями, проводимыми Джулио Коньи. Коньи был нордицистом, но не приравнивал «нордическую идентичность» к германской идентичности, как это обычно делали немецкие нордицисты. Он отправился в Германию, где был впечатлён нацистской расовой теорией и принял решение создать собственную версию расовой теории. 11 сентября 1936 года Коньи отправил Муссолини копию своей недавно опубликованной книги «Расизм» (1936). Коньи провозгласил расовую близость средиземноморских и «нордических» расовых подтипов «арийской расы» и заявил, что смешение «нордических» и «средиземноморских арийцев» в Италии произвело высших «арийских итальянцев». Он обратился к проблеме расовых различий между северными и южными итальянцами и объявил, что южные итальянцы представляют собой смешение «арийских» и «неарийских рас», что, по его мнению, было, скорее всего, связано с проникновением в римские времена азиатских народов и последующим вторжением арабов. Таким образом, Коньи считал, что южные итальянцы загрязнены восточными народами. Позже он изменил свою точку зрения и утверждал, что «нордиды» и южные итальянцы являются тесно связанными группами как в расовом, так и в духовном отношении. Он считал, что с ними связано всё лучшее в европейской цивилизации. Вначале Муссолини не был впечатлен работой Коньи, однако несколько лет спустя идеи последнего стали частью официальной фашистской расовой политики.
В 1938 году Муссолини выражал обеспокоенность тем, что средиземноморский комплекс неполноценности вернётся в итальянское общество, если итальянский фашизм не признает «нордическое наследие» у итальянцев. Поэтому летом 1938 года фашистское правительство официально признало, что итальянцы обладают «нордическим наследием» и имеют «нордически-средиземноморское происхождение». В июне 1938 года на встрече с членами Национальной фашистской партии (PNF) Муссолини назвал себя «нордидом» и заявил, что предыдущая политика, фокусировавшаяся на средиземноморстве должна была быть заменена на акцентированную на «арийстве».

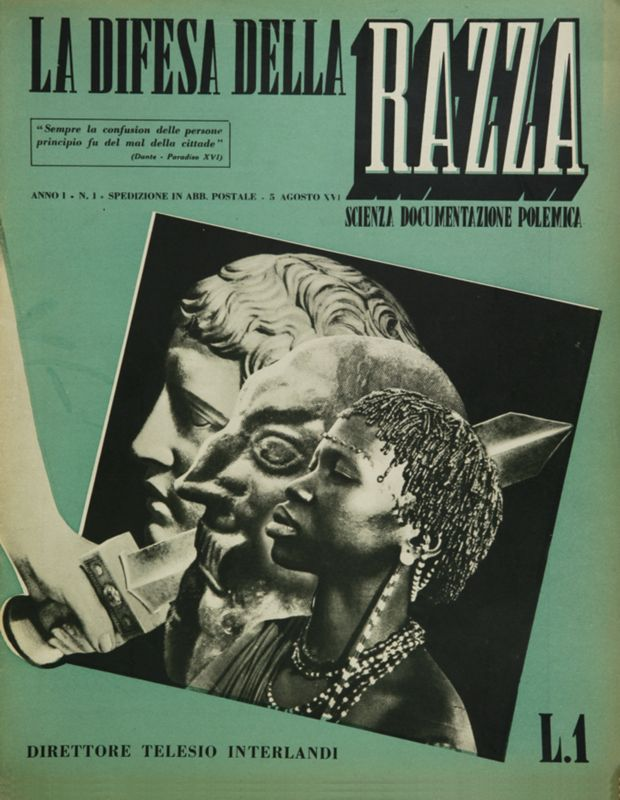
Обложка итальянского фашистского журнала «В защиту расы», 1938

В том же 1938 году итальянский фашистский режим начал публикацию расиалистского журнала «В защиту расы». Главную роль в ранней работе журнала сыграл нордицистский расовый теоретик Гвидо Ландра. В 1938 году он опубликовал в журнале «Расовый манифест» ряда учёных. Манифест подвергся сильной критике, в том числе за утверждение, что итальянцы являются «чистой расой», сочтённое абсурдным. «В защиту расы» публиковал и другие теории, связывающие древних «нордических арийцев» с итальянцами, например, теорию, согласно которой «нордические арийцы» пришли в Италию в эпоху энеолита. Многие авторы приняли традиционную нордицистскую идею о том, что упадок и разрушение Римской империи были связаны с приходом «семитских» иммигрантов. Авторы «Защиты расы» разделились в своих идеях относительного того, как итальянцы освободились от «семитского» влияния.
«Расовый манифест» был опубликован 14 июля 1938 года, а в сентябре-ноябре 1938 года вышла серия расистских антисемитских законов, важнейшим из которых был королевский декрет-закон от 17 ноября 1938 года «Мероприятия по защите итальянской расы» («Закон о защите расы»). Закон запрещал смешанные браки итальянцев с «неарийцами», запрещал евреям заниматься преподавательской деятельностью и содержать «арийскую» прислугу, а также давал определения принадлежности к «еврейской расе».
Нордицистское направление фашистской расовой политики было оспорено в том же 1938 году возродившейся средиземноморской фракцией в PNF. К 1939 году средиземноморцы отстаивали нативистскую расовую теорию, которая отвергала приписывание достижений итальянского народа «нордидам». Эта нативистская расовая политика была поддержана итальянским этнологом и палеонтологом Уго Реллини. Реллини отверг идею крупномасштабного вторжения в Италию «нордических арийцев» в эпоху энеолита и утверждал, что итальянцы были коренным народом, произошедшим от кроманьонцев. Реллини считал, что средиземноморские и «нордические» народы пришли позже и в небольшом количестве мирно смешались с коренным итальянским населением.

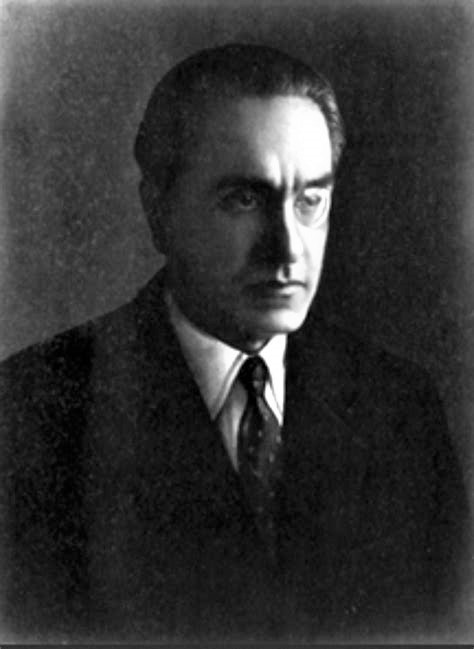
Юлиус Эвола, философ-эзотерик, пропагандист «арионордической традиции», идеолог неофашизма

В 1941 году средиземноморцы PNF под влиянием Джакомо Ачербо выдвинули всеобъемлющее определение «итальянской расы». Однако нордицистские деятели получили поддержку Муссолини в связи с назначением в мае 1941 года главой Итальянской расовой службы убеждённого духовного нордициста Альберто Лукини, а также в связи с тем, что в конце 1941 года Муссолини заинтересовался духовным нордицизмом Юлиуса Эволы. Ачербо и средиземноморцы в своём Высшем совете по демографии и расе стремились вернуть режим к поддержке средиземноморства, осудив идеи пронордицистского «Манифеста расовых учёных». Совет утверждал, что «арийцы» являются лингвистической группой, и осудил идеи Манифеста за отрицание влияния доарийской цивилизации на современную Италию, заявив, что Манифест содержит «неоправданное и недоказуемое отрицание антропологических, этнологических и археологических открытий, которые произошли и происходят в нашей стране». Кроме того, Совет осудил идеи Манифеста за имплицитное приписывание германским захватчикам Италии, лангобардам, того, что они «оказали созидательное влияние на итальянскую расу в непропорционально большой степени по отношению к числу захватчиков и их биологическому влиянию». По мнению Совета, очевидное превосходство древних греков и римлян над древними германскими племенами делало немыслимой идею, что итальянская культура была в долгу перед древними «арийскими» германцами. Совет осудил являющуюся «отказом от всей итальянской цивилизации» нордицистскую позицию Манифеста по отношению к средиземноморцам, которые «рассматривались как рабы».

## Неонацизм
Неонацизм представляет собой совокупность национал-социалистических и близких к ним идеологий, сформировавшихся после разгрома нацистской Германии Советским Союзом и его западными союзниками в 1945 году. Некоторые неонацисты выработали более широкое, чем раньше, определение «арийцев», согласно которому ближайшими потомками древних «арийцев» являются народы Западной Европы, а «нордические» и германские народы считаются наиболее «расово чистыми».
Несмотря на то, что предметом озабоченности современных неонацистов является растущая численность «цветных» рас, главными противниками они продолжают считать евреев (см.: «Теория жидомасонского заговора»). Евреи рассматриваются в качестве «архитекторов» мультирасового мирового порядка, где исчезают все нации и традиции перед финальным «захватом мира».
Начиная с 1970-х годов ультраправые занимаются переосмыслением «арийского» расизма и элитизма, используя идеи эзотеризма и восточной философии. В Австрии и Германии бывший эсэсовец Вильгельм Ландиг обратился к ариософской мифологии Туле, мифической полярной прародине «арийцев». Он создал концепцию Чёрного Солнца, которое выступает в качестве замены свастики и мистического источника энергии, способной возродить «арийскую расу». Также Ландиг использует эзотерические идеи, распространённые среди донацистского движения фёлькише и в СС, такие как Атлантида, секретные расовые доктрины из Тибета и другие. В Италии аристократический элитизм и эзотерический нордизм развивал философ Юлиус Эвола. Его идеи вдохновили целое поколение послевоенных неофашистов. В конце 1980-х годов этот ранее малоизвестный философ становится главной иконой для оппозиционных демократии и либерализму сил в западных странах. Эвола рассматривал современную эпоху как время крайнего упадка, начавшегося в VIII—VI веках до н. э. Он предсказывал скорую катастрофу, за которой наступит обновление и начнётся новый Золотой век. На идеологию современного неонацизма также оказали значительное влияние теории Савитри Деви и основателя эзотерического гитлеризма Мигеля Серрано. Он считал, что эра Рыб была неблагоприятной для «арийцев-гиперборейцев». Серрано ожидал прихода эры Водолея, когда вернутся боги и герои, предтечей которых он видел Гитлера как «последнего аватара».
По мнению британского религиоведа Николаса Гудрик-Кларка, многие неонацисты желают создать автократическое государство по образцу нацистской Германии, которое будет называться «Западным империумом». Считается, что это государство сможет достичь мирового господства, объединив под единым военным командованием ядерные арсеналы четырёх главных «арийских» мировых держав, США, Великобритании, Франции и России. Это государство должна возглавить фигура, наподобие фюрера, называемая «vindex» («спаситель», «каратель»). Территория государства будет включать все регионы, населённые «арийской расой», как её понимают неонацисты. Полноправными гражданами государства станут только представители «арийской расы» (белое этногосударство). «Западный империум» приступит к реализации динамичной программы освоения космоса, за которой последует создание с помощью генной инженерии «суперрасы» «Homo Galactica». Идея «Западного империума» основана на концепции «Империума», изложенной в книге 1947 года «Империум: философия истории и политики» Фрэнсиса Йоки. В начале 1990-х годов эта концепция была дополнена, расширена и уточнена в брошюрах, опубликованных Дэвидом Мьяттом.

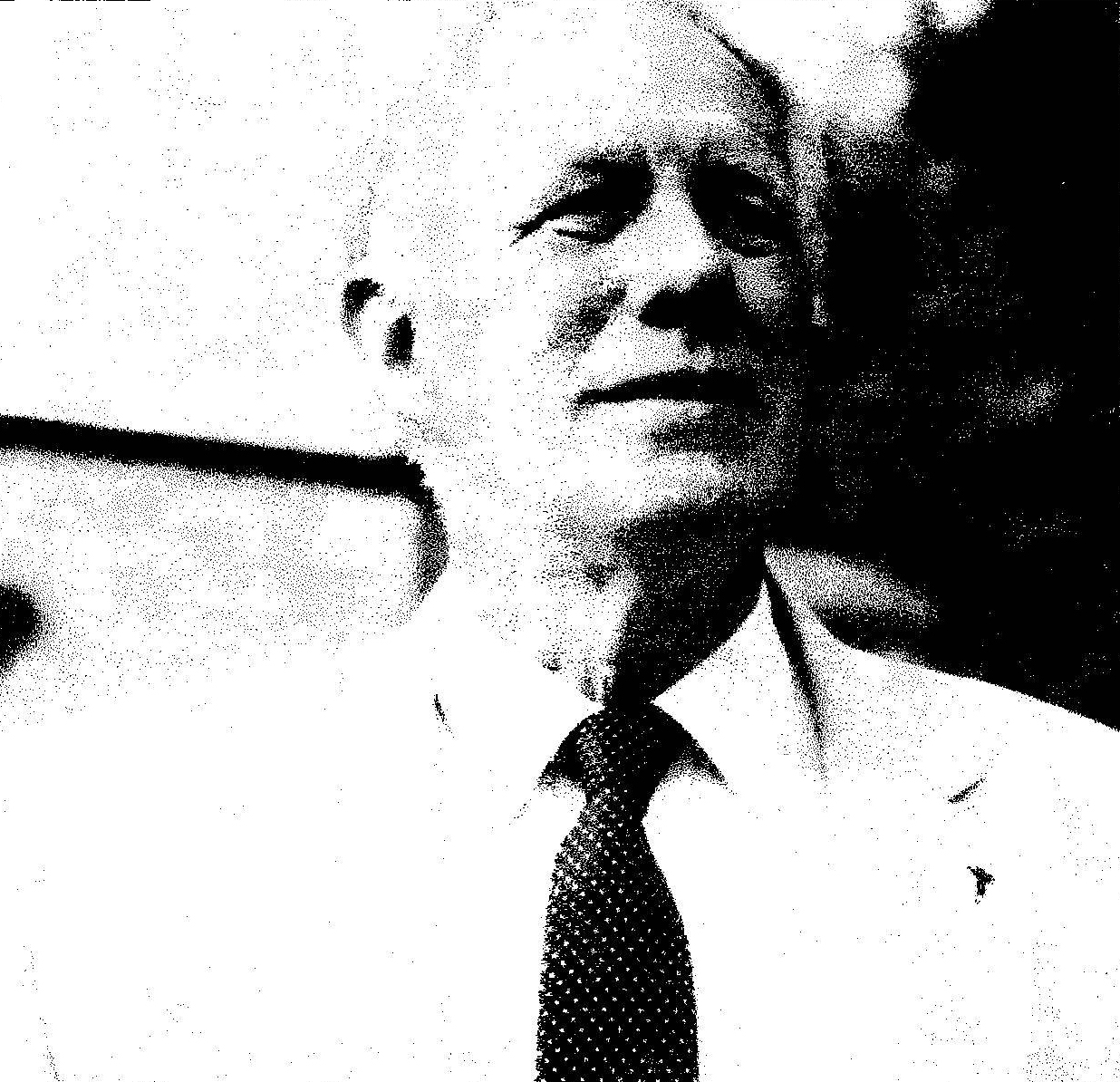
Уильям Пирс в 1999 году на собрании «Национального альянса»

В 1966 году американский физик Уильям Пирс оставил преподавательскую деятельность и начал сотрудничать с неонацистским деятелем Джорджем Рокуэллом, вступив в Американскую нацистскую партию, основанную Рокуэллом. После убийства Рокуэлла в 1967 году Пирс стал одной из самых заметных фигур движения сторонников превосходства «белых» в США. В 1974 году он основал американскую неонацистскую организацию «Национальный альянс». Под псевдонимом Эндрю Макдональд выпустил роман «Дневники Тёрнера» (1978), фактически заменивший для американских и европейских неонацистов «Майн Кампф» Гитлера. Роман призывает к межрасовой войне, он описывает «белую расовую (расистскую) революцию», организованную расистской организацией для уничтожения мультикультурализма в конце XXI века. Уничтожение представителей «чёрных рас» и евреев, а также «предателей „белой расы“» заявлено как единственное возможное решение социальных проблем, угодное неназванному божеству. В книге говорится об «уникальной роли евреев как элемента, способствующего распаду народов и цивилизаций». Описывается уничтожение этнических меньшинств, прежде всего евреев; уничтожение наиболее крупных русских городов и превращение Сибири и Дальнего Востока в радиоактивную пустыню; уничтожение населения всего Азиатского континента, включая всех китайцев. Эта «арийская революция» представлена автором как завершение Холокоста. «Дневники Тёрнера» и другие публикации Пирса, как и идеология «Национального альянса», неоднократно побуждали поклонников к совершению грабежей и убийств, стимулировав неонацистский терроризм в Великобритании и США, в частности, вызвав теракт в Оклахома-Сити в 1995 году.
В праворадикальной российской среде распространена идея, что немецкие нацисты не считали славян ниже себя в расовом отношении. Ряд праворадикальных музыкальных групп, исполняют песни о том, как «славяне тоже сражались в отрядах СС за чистоту арийской крови», а немцы считали русских своими «белыми братьями», тогда как всё опровергающее это — «вымысел коммунистов». Российский автор Владимир Авдеев (создатель учения «расология» о превосходстве «нордической расы» над другими) писал, что в Третьем рейхе не было «оголтелой целенаправленной русофобии» и славян не считали «недочеловеками». Обратное он считал «стереотипами советской и либеральной эпох» и «безграмотной фантазией ангажированных журналистов».

## «Славяно-арии»

Правосторонний «коловрат»

Славянская версия арийского мифа включает идею «славяно-а́риев», понимаемых как раса, расовая группа или народ, отождествляемые с праиндоевропейцами, наиболее «чистыми» потомками которых заявлены славяне. Утверждается, что «славяно-арии» существовали на протяжении тысячелетий или десятков тысяч лет и являются предками значительной части или всех европеоидов, или «белой расы», отождествляются с последней; являются первым цивилизованным народом, носителями древней высокоразвитой культуры и просветителями всего древнего человечества; всегда играли центральную роль в расцвете любой из древних средиземноморских цивилизаций.
«Славяно-арийская» идентичность пользуется популярностью в славянском неоязычестве, где приобретает этнорелигиозный облик, а неоязычество понимается как возрождение «исконной арийской традиции». «Славяно-арийская» идея в значительной мере опирается на арийские теории XIX века и учение нацизма. Русско-арийский миф с его направленностью против «иудео-христианской цивилизации» стал новой мифологией нацистского типа.
Прародина «ариев» в среде русских неоязычников часто связывается с территорией России, с легендарной Гипербореей. В их представлениях древнейшие славяно-русские государства охватывали масштабные территории Евразии, а иногда выходили далеко за её пределы. Украинские неоязычники связывают прародину «ариев» с территорией Украины, в частности с трипольской культурой. В некоторых версиях русские изображаются первонародом, создавшим культуру, письменность и цивилизацию для всего человечества, носителями древнейшей религии. Отсутствие подтверждений этому в исторической науке объясняется конспирологическими теориями: утверждается, что с периода античности Запад стремился скрыть значимость славянской цивилизации и «прятал» славян под различными названиями: шумеры, хетты, этруски, египтяне и др. Возрождению арийского мифа во многом способствует «Велесова книга».
Исконной верой «славяно-ариев» называется «ведическая религия». В рамках «арийской» идеи, в частности в неоязычестве, распространена мифологизация санскрита, который считается особенно близким к славянским языкам, предком или потомком последних. Древним славянским («арийским») символом славянские неоязычники и националисты считают свастику, а чаще её модификации («коловрат»).

## Другие авторы и идеологии
Активизация «арийского» неоязычества наблюдается как в России, так и на Западе. Например, развиваются общественные течения, апеллирующие к кельтскому прошлому и призывающие к возвращению к «друидическим религиям» дохристианской Европы. Французские и немецкие «новые правые» по большей части разделяют общую идею общеевропейского единства, основанного на «арийской» идентичности и стремлении расстаться с христианством, период господства которого рассматривается как двухтысячелетнее «блуждание во мраке». С этими идеями всегда связан более или менее открыто признаваемый антисемитизм.
Имеет распространение концепция «арийского христианства», созданная в XIX веке авторами расовых теорий и получившая распространение в XX—XXI веках в рамках национал-социализма, неонацизма и неоязычества. «Арийское христианство» представляет собой один из вариантов ответа на вопрос сторонников «арийской» идеи об их отношении к христианству как к религии, с одной стороны традиционной, а с другой стороны тесно связанной с иудаизмом. Согласно этой концепции, христианство имеет «арийское» происхождение и сущность и должно быть очищено от наследия иудаизма. Центральной здесь является идея «арийского Иисуса» о том, что Иисус Христос по происхождению или по духу был «арийцем».
В постсоветских странах до середины 1990-х годов подавляющее большинство авторов излагали «арийскую» идею с использованием эзопова языка, эвфемизмов, опасаясь быть обвинёнными в антисемитизме и расизме. Позднее появляется больше сторонников арийского мифа, высказывающихся открыто. Примером являются авторы серии «Арийский путь», выходившей во второй половине 1990-х годов под грифом Российской академии наук.
Ряд индусских фундаменталистов отождествляют «арийцев» с индуизмом как «естественной» для них религией. Религия тесно связывается с национальной идеей и в ряде контекстов получает расовые параметры. Арктическая гипотеза Б. Г. Тилака имеет своих последователей среди индийских интеллектуалов, теософов и зороастрийцев.
В среде ряда российских тюркских и монголоязычных националистов наблюдаются попытки обеспечить «арийской основой» идею «евразийской общности». Если в рамках европейского арийского мифа образ врага связан с «семитами», то в других контекстах такой «враг» может получать иное лицо. Так, для армянских и таджикских сторонников «арийской» идеи сила, выступающая против «арийцев», отождествляется с тюрками, для индусских фундаменталистов — с мусульманами.

## Историография
В западной науке преимущественно изучался процесс формирования арийского мифа в рамках его западного ареала и в основном в пределах эпохи XIX века. Ряд исследователей изучали арийский миф нацистской Германии. Существуют работы об арийском мифе в Индии. В досоветской российской и советской науке арийский миф почти не анализировался, за исключением небольшого числа заказных работ 1930—1940-х годов, которые были направленны против расизма в целом. Исследования развития арийского мифа в разных культурах и странах проводит российский историк и антрополог В. А. Шнирельман.